# Parc national de la vallée de la Mort
Pour les articles homonymes, voir Death Valley.
 (novembre 2010).
Si vous disposez d'ouvrages ou d'articles de référence ou si vous connaissez des sites web de qualité traitant du thème abordé ici, merci de compléter l'article en donnant les références utiles à sa vérifiabilité et en les liant à la section « Notes et références ».

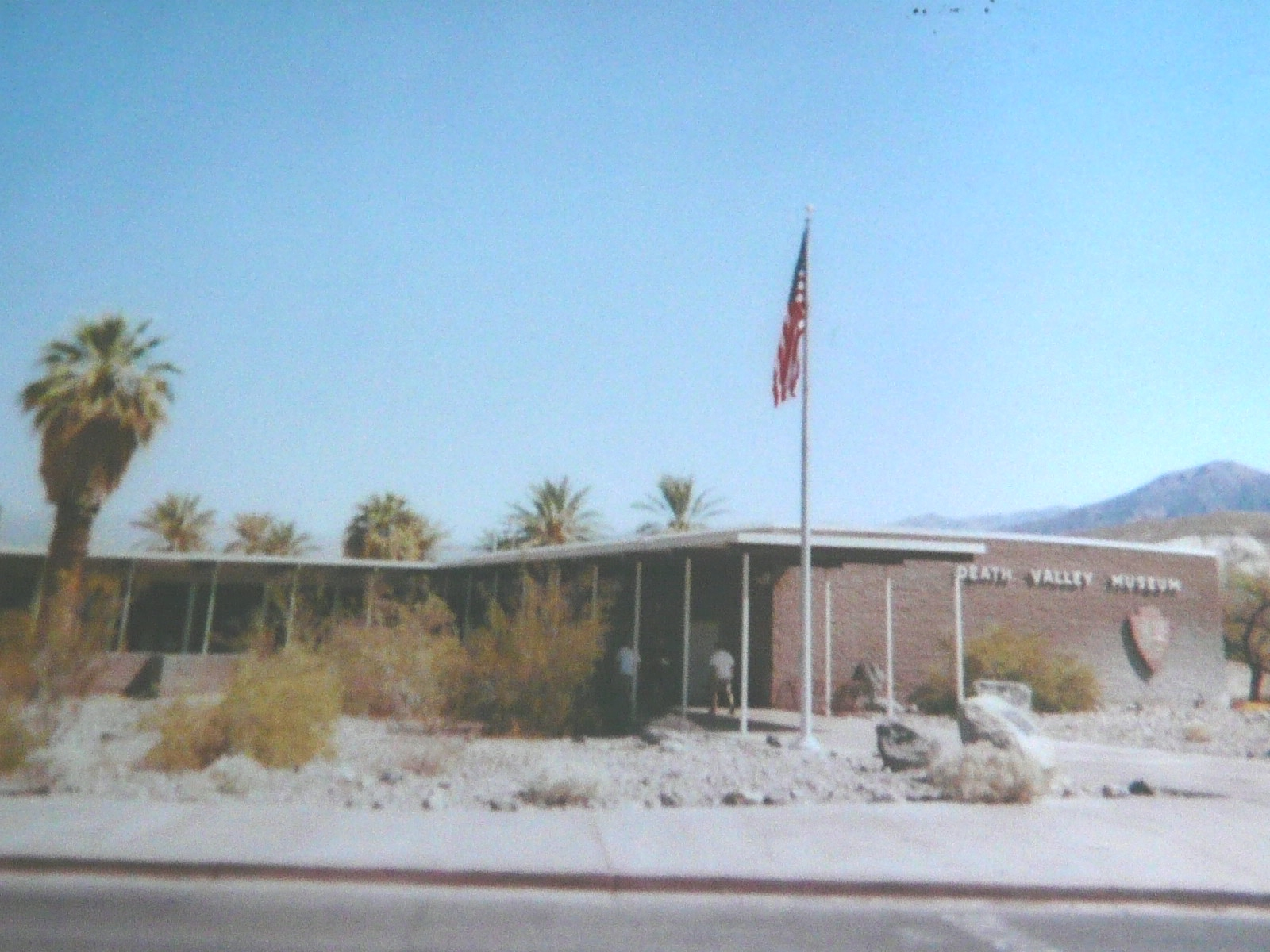
Le musée de la vallée de la Mort.

Le parc national de la vallée de la Mort (en anglais Death Valley National Park) est situé à l'est de la Sierra Nevada, en Californie, et s'étend en partie sur le Nevada. Avec plus de 13 600 km2, ce parc de zone aride, intégralement situé dans le désert des Mojaves, est l'un des plus grands parcs nationaux américains (le plus grand en dehors de l'Alaska).
Topographiquement, il présente le plus grand intervalle d'altitudes de la partie continentale des États-Unis : le fond de la vallée de la Mort, mesuré à Badwater, est à 85,5 mètres sous le niveau moyen de la mer, alors que le mont Whitney, situé à 123 kilomètres à peine, s'élève à plus de 4 400 mètres.
Le cœur du parc, dénommé « Death Valley National Monument », a été créé en 1933 et a été promu au rang de parc national en 1994, puis a été considérablement agrandi. En plus de la partie centrale du parc, une petite portion, nommée le « Trou du Diable » (Devil's Hole) est située plus loin à l'est dans le Nevada, près de la réserve naturelle d'Ash Meadows (Ash Meadows National Wildlife Preserve).
Le parc est constitué de deux vallées principales, Death Valley et Panamint Valley, toutes deux formées au cours des derniers millions d'années. Le parc est séparé de l'océan Pacifique par cinq chaînes de montagnes qui assèchent complètement les entrées d'air océanique, pourtant initialement chargées d'humidité. En partie de ce fait, la vallée de la Mort détient le record de chaleur absolu officiellement mesuré à la surface du globe avec 56,7 °C à Furnace Creek le 13 juillet 1913, depuis l'invalidation, le 13 septembre 2012, par l'Organisation météorologique mondiale de ce qui était jusque-là considéré comme le record absolu à savoir les 57,7 °C enregistrés le 13 septembre 1922 à El Azizia en Libye.
Le sol de la vallée de la Mort est riche en minéraux divers, dont le borax, exploité pendant longtemps par une société minière pour être utilisé dans la production de savon et dans l'industrie verrière,. Le produit fini raffiné était expédié depuis la vallée dans des chariots tirés par un attelage de 18 mules et deux chevaux.
D'une superficie supérieure à celle de l’Île-de-France, le parc abrite des écosystèmes très variés, allant des dépressions hyperarides aux sommets enneigés de la Panamint Range. De même, la faune et la flore sont relativement riches et s'adaptent aux contraintes naturelles que représentent l'altitude et l'aridité.

## Géographie

### Situation

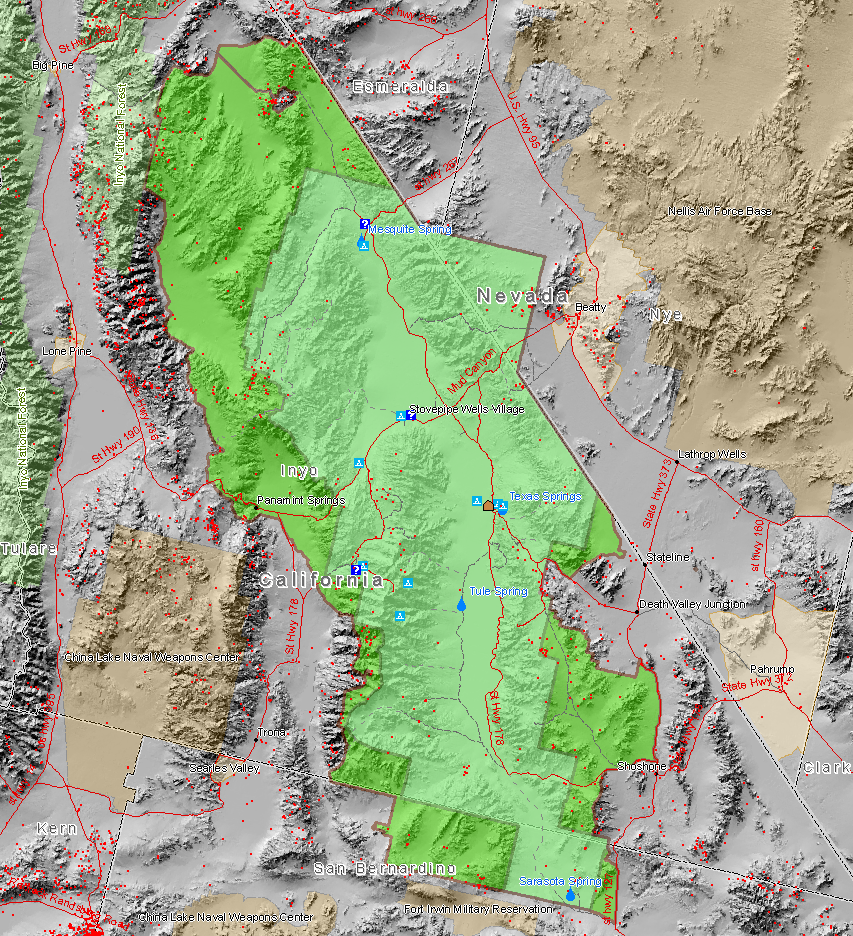
Carte du parc et de ses environs.

Le parc national de la vallée de la Mort appartient à la région de l'Ouest américain, qui se caractérise par des densités humaines faibles et des montagnes ou plateaux arides ou semi-arides. Sa majeure partie appartient à l’État de Californie et au Comté d'Inyo ; son extrémité sud se trouve sur le comté de San Bernardino ; enfin un petit secteur nord-est déborde sur l’État du Nevada (comté de Nye). Le camp de Stovepipe Wells, qui se situe à peu près au centre du parc, se trouve à 36° 60’ 63’’ N de latitude nord, soit la même latitude que Cadix en Espagne ou que le sud de la Sicile.
La superficie du parc national de la vallée de la Mort est de 13 628 km2 : d’une taille supérieure à la région Île-de-France, il constitue le plus grand parc aux États-Unis, hors Alaska. Il s’étend entre les latitudes 37° 35’ N et 35° 63’ N, et entre les longitudes 117° 68’ W et 116° 29’ W. Il mesure 170 km de long sur 25 à 30 km de large.

### Relief

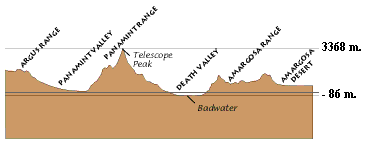
Coupe simplifiée du relief du parc.

Le parc national de la vallée de la Mort appartient à la région du Grand Bassin qui s'étend à l'est de la Californie et sur la plus grande partie de l'État du Nevada. Le relief est constitué d'une succession presque parallèle de chaînes et de sillons linéaires : dans le parc se succèdent en effet, d'ouest en est, le chaînon Argus, la vallée Panamint, le chaînon Panamint, la vallée de la Mort et le chaînon Amargosa, toutes d'orientation nord-ouest/sud-est. Les secteurs du parc situés en dessous du niveau de la mer représentent une surface totale de 1 500 km2. Le pic Telescope est le point culminant du parc (3 368 mètres). Il se trouve à l'ouest dans la Panamint Range.
Avec une altitude de 86 mètres sous le niveau moyen des mers, le site de Badwater dans la vallée de la Mort est le point le plus bas des États-Unis. Il occupe la huitième place des endroits les moins élevés de la planète.

## Géologie

### Histoire géologique

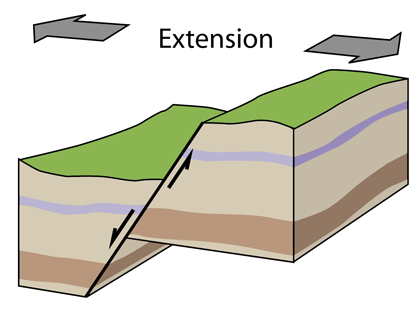
Schéma d'une faille normale.

Le parc a une histoire géologique très riche et diversifiée. Depuis sa formation, la région a subi au moins quatre périodes de volcanisme extensif, trois ou quatre périodes de sédimentation, plusieurs périodes de déformation tectonique et au moins deux périodes de glaciation. La croûte continentale située en dessous de la vallée de la Mort n'est pas très épaisse[réf. nécessaire].
La vallée de la Mort et la chaîne de la Panamint Range possèdent approximativement la même topographie : des failles (le plus souvent normales) parallèles qui limitent la vallée de la Mort. Le résultat de ce déchirement est un léger élargissement de la partie centrale de la vallée.
De plus, les chaînes montagneuses présentent plusieurs zones d'activité géologique. La montée des montagnes Noires a été si rapide, d'un point de vue géologique, que les dépôts alluviaux restent relativement réduits et toujours en pente (comparés à ceux provenant de la Panamint Range). On peut très bien voir ce phénomène sur certaines zones appelées les canyons en verre à vin (ou « wine glass canyons »). Ce type de canyon se forme lorsque la montée rapide des chaînes de montagnes ne laisse pas assez de temps pour construire le profil classique en V. Cette découpe, formée plus rapidement, donne un profil qui ressemble un peu à un verre à vin (vu d'une certaine distance).[réf. nécessaire]

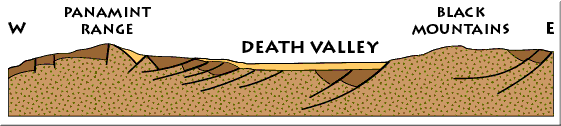
Croquis géologique de la vallée de la Mort. Les lignes noires représentent les principales failles.

Pour compliquer encore les choses, la vallée de la Mort est également tordue entre les failles latérales et cela explique en grande partie la profondeur du bassin de Badwater.[réf. nécessaire]
La topographie du parc est le résultat d'une tectogenèse intense qui crée des failles délimitant des grabens. Les vallées étaient occupées par des lacs qui ont disparu et qui ont laissé la place à des playas. Ces vastes étendues planes reçoivent les débris de l'érosion au pied des chaînes et de leur glacis.[réf. nécessaire]

### Érosion et altération

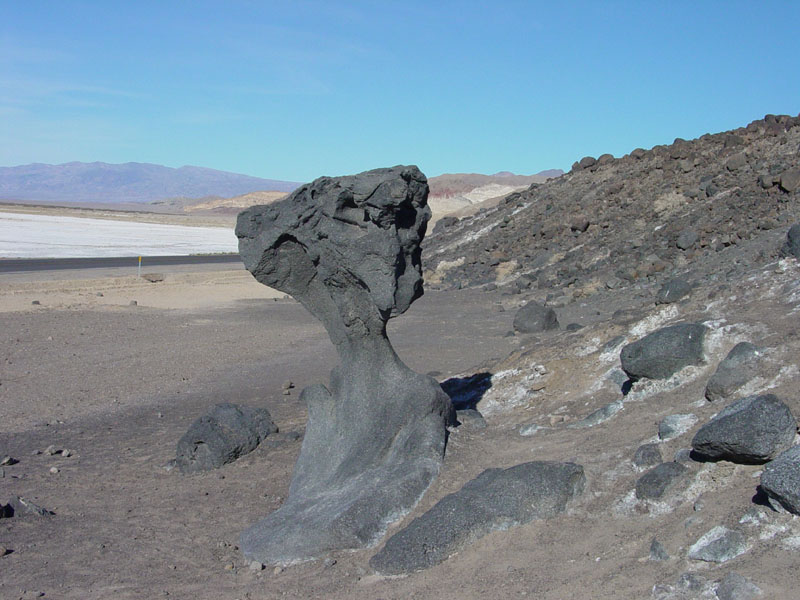
Le « rocher champignon », produit de l'érosion d'un basalte.

L'érosion est celle d'un milieu aride : autrement dit, la corrasion éolienne (à ne pas confondre avec la corrosion) est sans doute la plus active, avec celle du gel en altitude. Le vent chaud, transportant des grains de sable ou de sel, façonne les rochers en forme de champignon (voir la photo). Le vent modèle également les dunes du parc.
Les faibles précipitations participent finalement peu à l'érosion. La rosée, présente le matin, contribue à la formation d'un « vernis » à la surface des roches, couche d'altération encroûtée composée de particules d'argile riche en oxydes de fer et de manganèse.

### Lac Manly

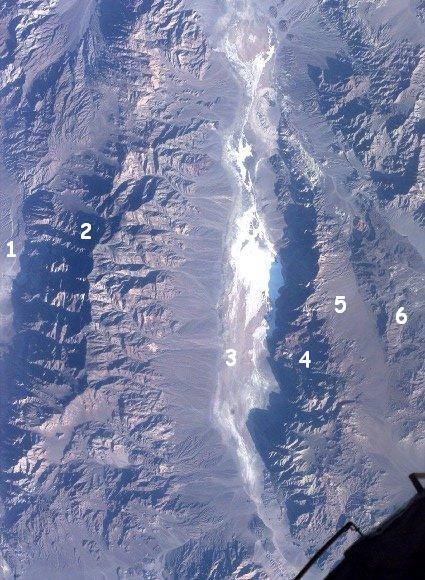
Image satellite de la vallée de la Mort. Les dépôts blancs correspondent à des dépôts de sel de l'ancien lac Manly. Légende : 1 = Panamint Valley ; 2 = Panamint Range ; 3 = Death Valley ; 4 = Black Mountains (au sud) et Amargosa Range ; 5 et 6 = Amargosa Valley et désert d'Amargosa.

La plupart des dépressions du bassin ont été remplies par des sédiments lacustres, mais les forces d'étirement, qui y sont constamment à l'œuvre, font en sorte que le fond du bassin reste relativement bas par rapport aux chaînes montagneuses environnantes (l'effondrement des sols du fond du bassin est compensé par les effets de dépôt). La vallée de la Mort accueillait encore il y a un peu plus de dix mille ans un grand lac qui couvrait presque tout le fond de la vallée.
Le lac existait pendant une période dite pluviale par les géologues (plutôt que glaciale parce que les glaciers ne descendaient pas jusqu'à ces latitudes). Mais les eaux de fonte des glaciers et les températures plus froides qu'aujourd'hui avaient alors fortement influencé la vallée.
Les géologues appellent donc lac Manly toutes les manifestations de cette ancienne étendue d'eau aujourd'hui disparue. Son nom vient de William L. Manly, l'un des pionniers qui traversa la vallée de la Mort en 1849. Pendant le grand âge glaciaire, il y a quinze mille ans, le lac a connu sa plus grande extension (150 à 200 m de profondeur, 6 à 7 km de large et environ 70 km de long) et était alimenté par trois rivières et de nombreux ruisseaux. Le lac a disparu par évaporation à cause du réchauffement général de la planète. L'autre raison est l'isolement du lac par rapport au bassin du Colorado. Cependant, il reste en profondeur des nappes d'eau souterraine. L'aquifère était alimenté par les eaux de la rivière Amargosa et de la Salt Creek. Il est visible à Bad Water. Les inondations de 2005 ont permis au Lac Manly de réapparaître temporairement et sur une petite surface ; mais il s'est évaporé très rapidement, laissant une boue salée qui sécha vite.
Cependant, les dépôts salins que l'on peut facilement observer aujourd'hui sont le produit d'un lac plus ancien qui s'est asséché il y a seulement quelques milliers d'années.
Shoreline Butte possède un ancien littoral encore facile à interpréter et qui montre encore l'effet des vagues de l'ancien lac Manly. Ces formes ont été créées par les différents niveaux atteints par le lac dans le temps. En effet, un lac ancien et ne disposant d'aucune sortie naturelle d'évacuation voit son niveau évoluer avec le temps et les évolutions du climat.

## Milieu naturel

### Climat

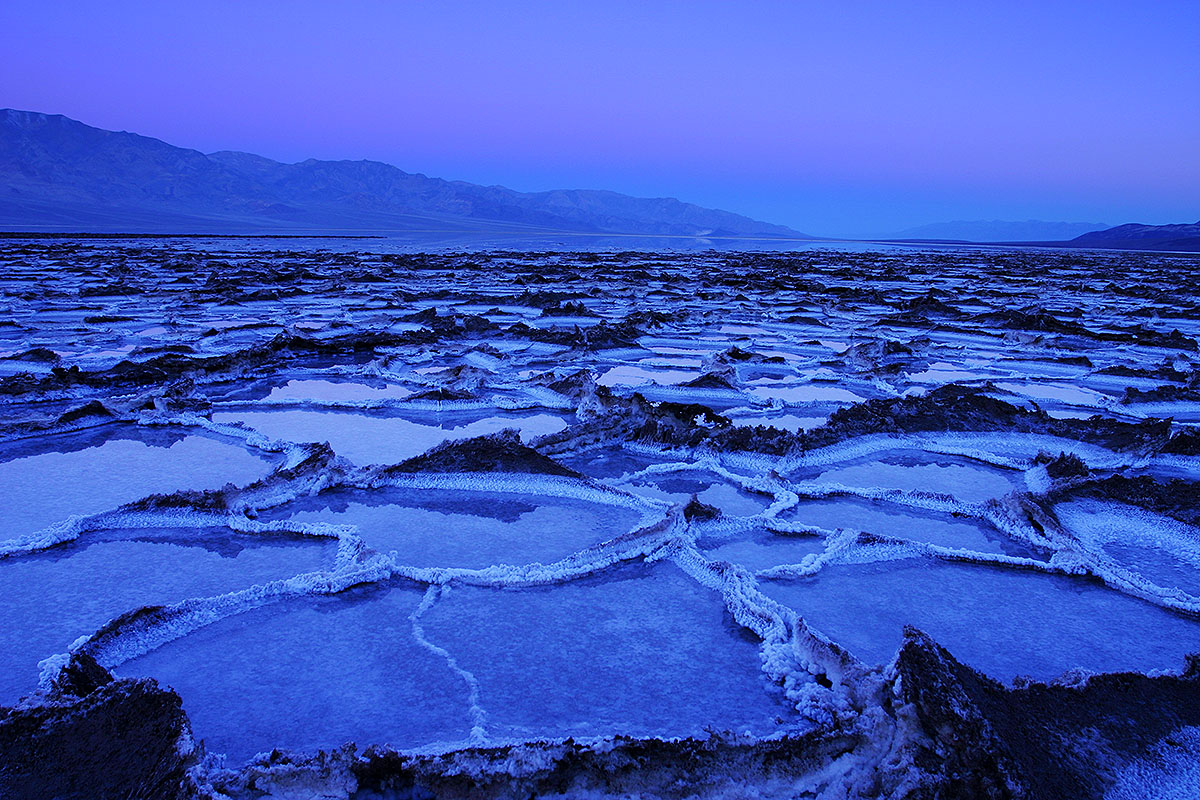
Badwater, vallée de la Mort. Le parc reçoit l'essentiel de ses précipitations en hiver. La neige recouvre alors le sommet de la Panamint Range, à l'arrière-plan sur la photographie.

La vallée de la Mort est l’un des endroits les plus secs et les plus chauds de l'Amérique du Nord,,. L’évaporation potentielle annuelle est très forte à cause des températures élevées de l’été.
Certains secteurs du parc reçoivent des précipitations inférieures à 50 mm/an et sont hyperarides. Certaines années, comme en 1929 ou en 1953, la région n’a pas reçu une seule goutte d’eau. Les rares précipitations tombent en hiver, de décembre à mars. Le mois le plus humide est février (11,9 mm), le plus sec est juillet (1,27 mm). Les précipitations varient selon les secteurs du parc : en altitude, elles atteignent 380 mm/an ; à Badwater, elles s’élèvent à 48 mm/an. Lors de fortes précipitations se forment des cours d’eau temporaires, semblables aux oueds sahariens, et de nappes d’eau rendues éphémères par l’évaporation. Ces phénomènes brusques s’accompagnent d’un fort ravinement.

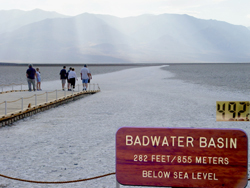
Badwater est l'un des sites les plus chauds du parc.

Parce qu’elle se trouve en position d’abri, la vallée de la Mort est aride. Située au nord du désert des Mojaves dans un bassin intramontagnard, elle est séparée des influences tempérées par la Sierra Nevada. Les vents dominants soufflent du nord-ouest de la Californie vers le sud-est, où se trouve la vallée de la Mort. Les nuages qui se forment au-dessus de l’océan Pacifique suivent cette direction et rencontrent la Sierra Nevada. Cette chaîne de montagne, qui dépasse les 4 000 mètres d’altitude, contraint la masse d’air à s’élever, ce qui a pour conséquence de la refroidir et de provoquer de fortes précipitations sur le versant ouest. En passant de l’autre côté de la Sierra, la masse d’air a perdu de son humidité et rencontre l’air sec du Grand Bassin : cet effet de fœhn amplifie la chaleur et l’aridité dans la vallée de la Mort. Elle se heurte encore à trois autres barrières : le Chaînon Argus et le chaînon Panamint, qui dépassent les 2 500 mètres d’altitude et qui isolent un peu plus la vallée de la Mort des influences océaniques. La faiblesse des précipitations et le pompage abusif de l'eau par les villes environnantes créent des problèmes de disponibilité de l'eau dans le parc.

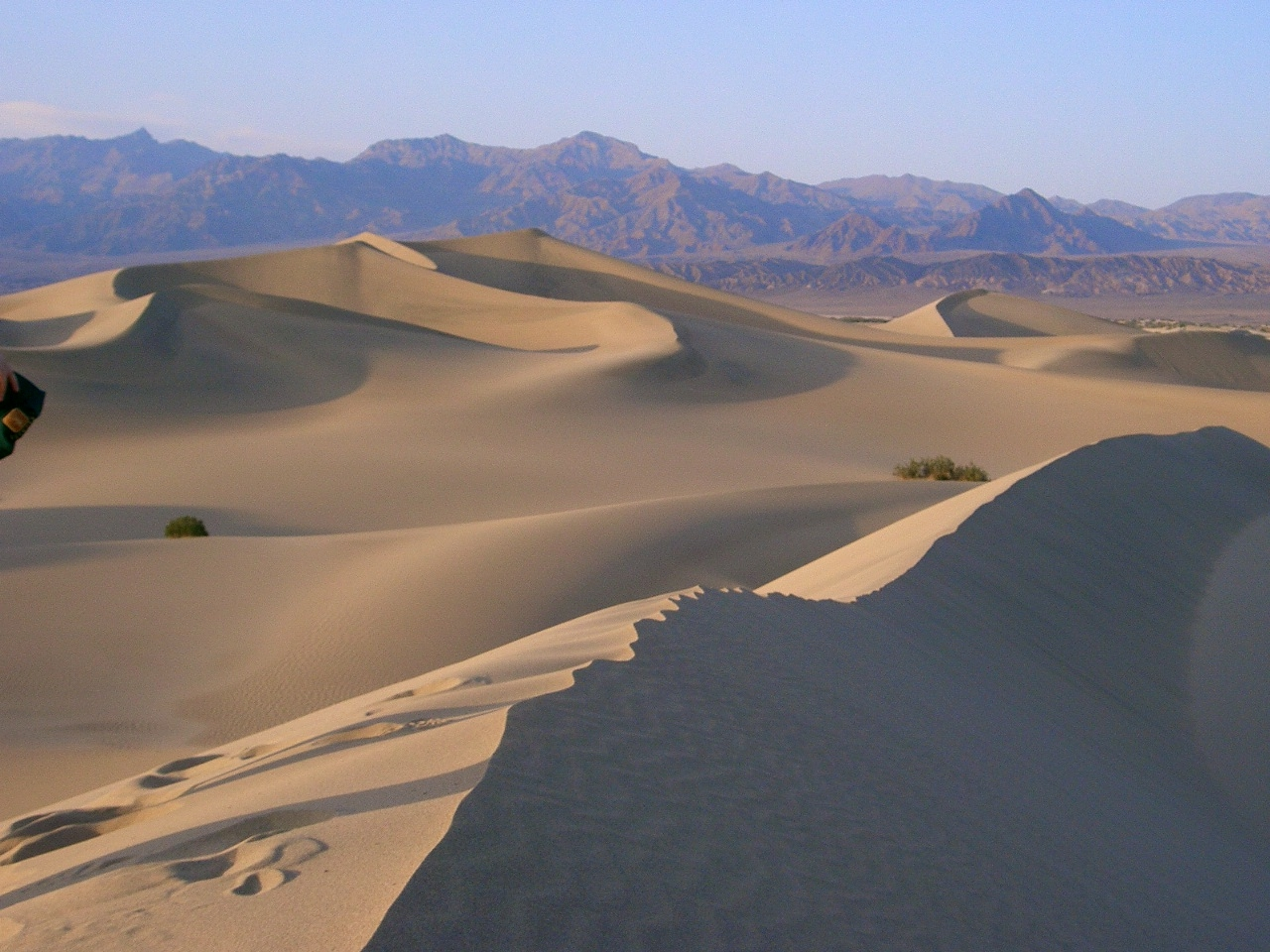
Le désert de la vallée de la Mort.

La vallée de la Mort détient le record de chaleur absolu officiellement mesuré à la surface du globe avec 56,7 °C à Furnace Creek le 13 juillet 1913, depuis l'invalidation le 13 septembre 2012, par l'Organisation météorologique mondiale de ce qui était jusque-là considéré comme le record absolu à savoir les 57,7 °C enregistrés le 13 septembre 1922 à El Azizia en Libye. En moyenne annuelle, on compte 189 jours avec des températures supérieures à 32,2 °C et 138 jours à plus de 37,8 °C relevés sous abri. La plus haute température enregistrée au sol, est de 93,9 °C à Furnace Creek le 15 juillet 1972. La température au sol dans la vallée de la Mort est environ 40 % plus élevée que celle de l’air ambiant.
Les mois de juillet-août sont les plus chauds de l’année : les températures moyennes de juillet évoluent entre 30,5 et 46,2 °C. Pendant l’été 1974, la température n’est jamais descendue en dessous de 37,8 °C pendant 134 jours consécutifs, ce qui constitue le record pour la région. L’été 1996 a connu 40 jours à plus de 48,9 °C et 103 jours à plus 43,3 °C. Au cours de l'été 1994, le mercure n'est pas descendu en dessous de 49 °C pendant 31 jours. Les vents dominants soufflent du sud et réchauffent l’air pendant la période estivale.
En hiver, le gel nocturne est relativement fréquent, surtout dans les montagnes : sur une année, on compte en moyenne 11 jours de gel. Les températures les plus basses sont relevées en décembre (entre 3,4 et 18,3 °C en moyenne). Le record de froid est de −9,4 °C enregistré le 8 janvier 1913. En janvier 1949, cinq centimètres de neige sont tombés à Furnace Creek, mais la neige reste très rare dans la vallée de la Mort. En cette saison, les vents dominants soufflent du nord.
| Mois                                       | Janv | Fév  | Mars | Avr  | Mai  | Juin | Juil | Août | Sept | Oct  | Nov  | Déc  | Année |
| ------------------------------------------ | ---- | ---- | ---- | ---- | ---- | ---- | ---- | ---- | ---- | ---- | ---- | ---- | ----- |
| Record des températures maximales (°C)     | 31,6 | 36,1 | 38,9 | 43,9 | 50,0 | 53,3 | 56,7 | 54,4 | 50,5 | 45,0 | 36,1 | 31,1 | 56,6  |
| Températures maximales moyennes (°C)       | 18,3 | 22,2 | 26,6 | 32,2 | 37,2 | 42,8 | 46,1 | 45,0 | 41,1 | 33,3 | 24,4 | 18,3 | 32,2  |
| Températures minimales moyennes (°C)       | 3,9  | 7,8  | 11,6 | 16,6 | 21,6 | 26,6 | 31,1 | 29,4 | 23,9 | 16,6 | 8,9  | 3,9  | 16,6  |
| Record de température minimale (°C)        | -9,5 | -3,9 | -1,1 | 1,6  | 5,5  | 9,4  | 11,1 | 17,8 | 5,0  | 0,0  | -4,5 | -7,2 | -9,5  |
| Moyennes mensuelles de précipitations (mm) | 7    | 9    | 6    | 3    | 2    | 1    | 3    | 3    | 4    | 3    | 5    | 5    | 49    |

### Faune
La faune est très variée, avec plus de 400 espèces différentes : on a pu dénombrer 51 espèces autochtones de mammifères, 307 espèces d'oiseaux, 36 espèces de reptiles, trois espèces d'amphibiens et cinq espèces et une sous-espèce autochtones de poissons. Il est possible de rencontrer des coyotes, des renards nains, des lynx, des pumas et des cerfs hémiones ; mais ils sont plus rares que les petits mammifères. Les serpents sortent surtout la nuit et les lézards, particulièrement nombreux, vivent dans des terriers creusés par d’autres espèces.
Des mouflons canadiens vivent dans les zones montagneuses du parc et aux alentours. Il s'agit d'une espèce rare de moutons de montagne que l'on rencontre en petits troupeaux isolés dans la Sierra Nevada et la vallée de la Mort. Ces animaux, qui s'adaptent facilement aux contraintes naturelles, peuvent consommer à peu près n'importe quelle plante ; ils n'ont aucun prédateur connu, mais l'Homme, lorsqu'il empiète sur leur habitat, représente leur plus grand danger.
Le parc national de la vallée de la Mort est un lieu de passage et de pause pour de nombreux oiseaux migrateurs au printemps : grèbes à cou noir, hirondelles, ibis et canards colverts peuvent être observés. Les oiseaux résidents sont le grand géocoucou, le vautour, l'aigle et l'épervier.
Le poisson Cyprinodon salinus est une espèce endémique de cette vallée, et plus précisément de la zone appelée Salt Creek.

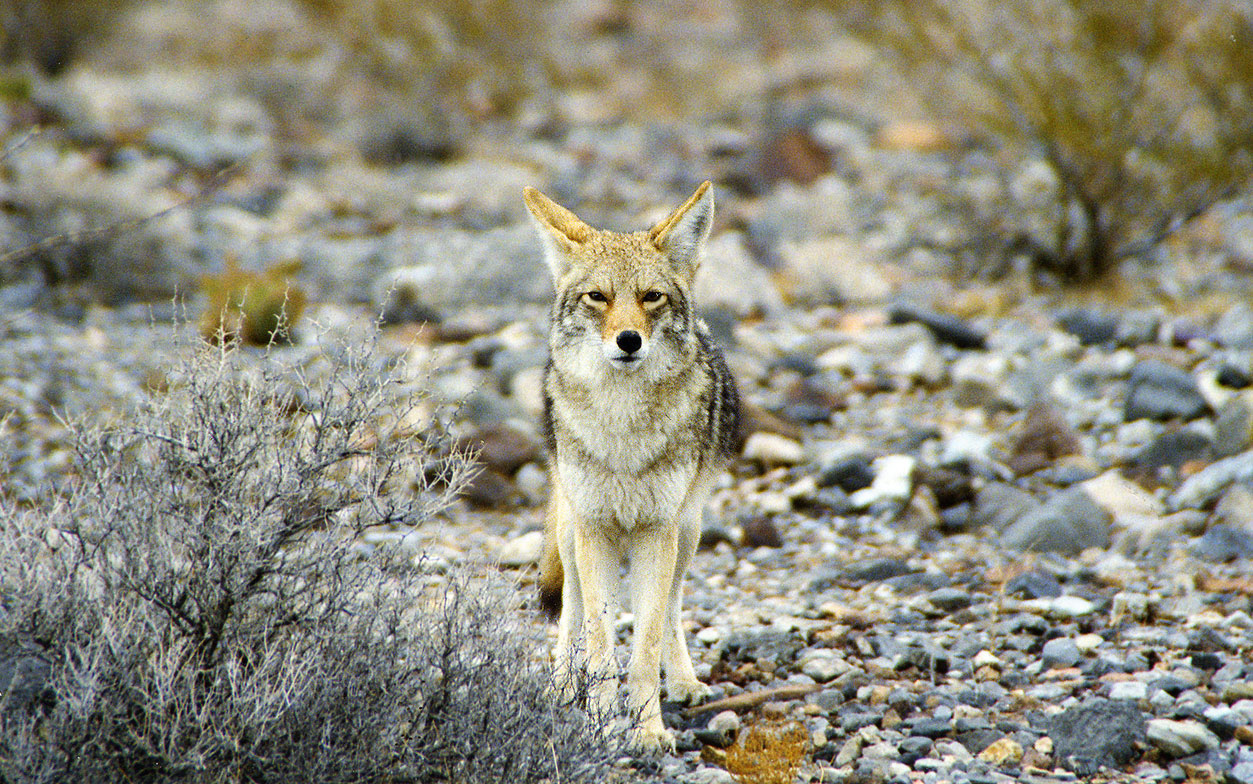
Coyote (Canis latrans)
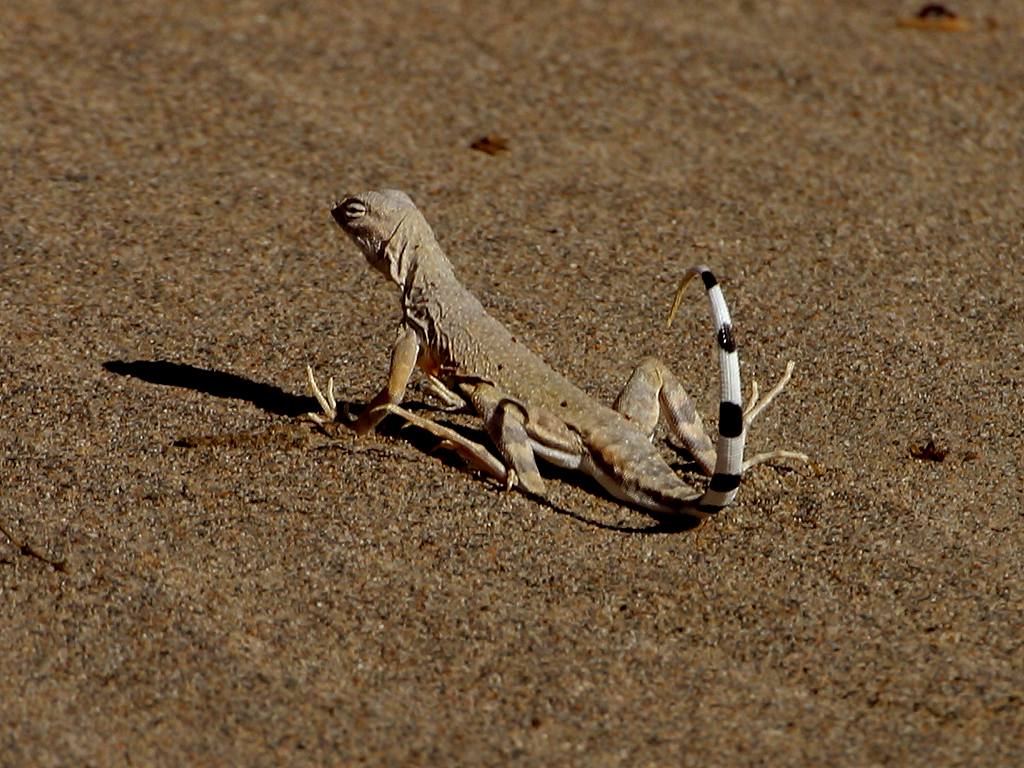
Lézard à queue de zèbre (Callisaurus draconoides)
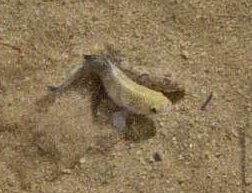
Cyprinodon salinus salinus
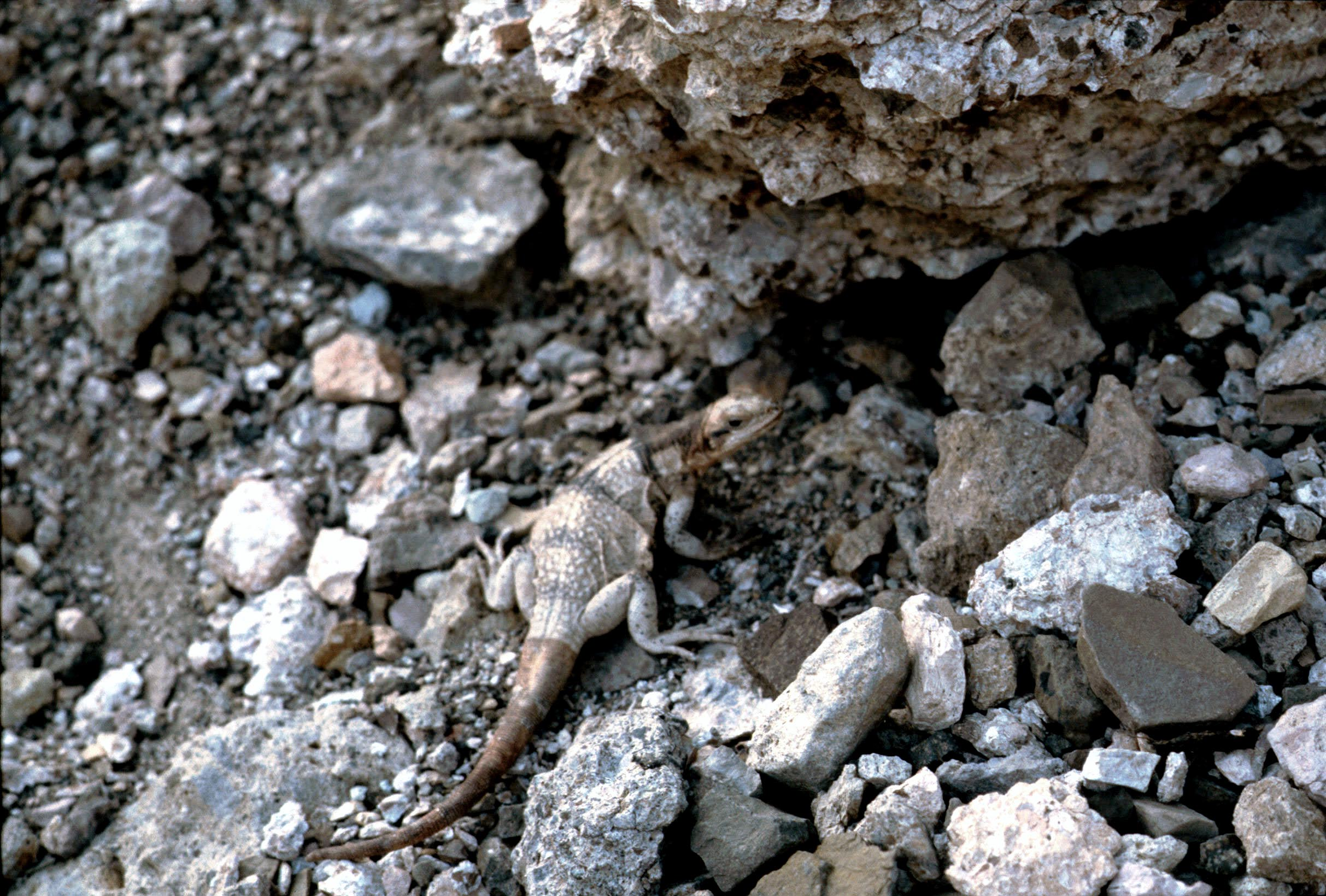
Chuckwalla
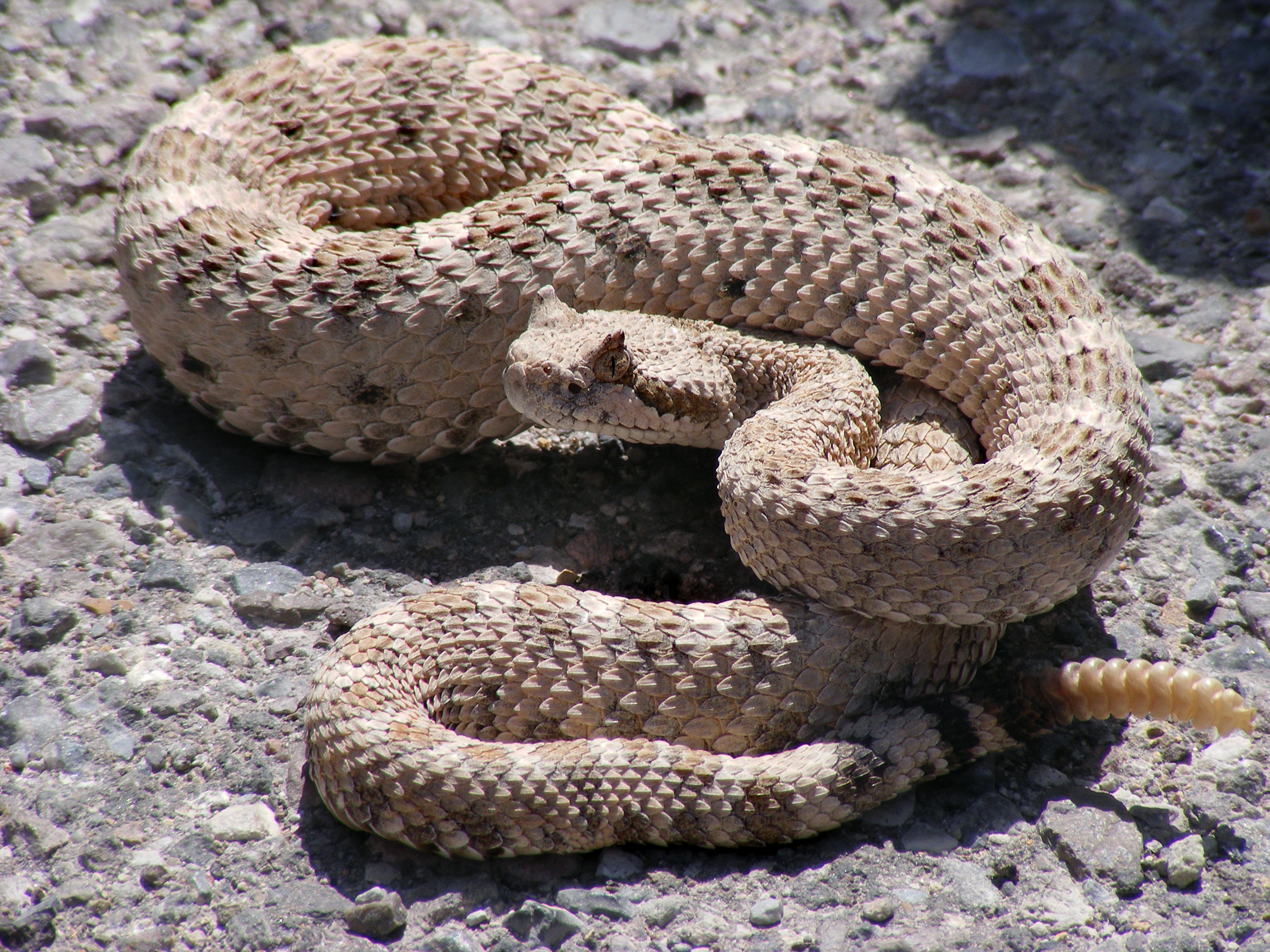
Crotale cornu

### Flore
On compte plus de 1 000 espèces de plantes dont 23 endémiques, c'est-à-dire qui ne poussent que dans le parc.
La végétation est variée et étagée : arbrisseaux (créosotier ...), mesquite dans la vallée ; arbres de Josué, pins flexibles, pins de Bristlecone en altitude. La végétation est dans l’ensemble assez rare voire absente sur les playas et les dépressions salées. Elle est adaptée à l’aridité : le mesquite développe ainsi un système racinaire de plusieurs mètres de long afin de puiser l’eau retenue en profondeur. Les feuilles du houx du désert (Atriplex hymenelytra) se recroquevillent pour éviter l'évaporation. L'armoise (Artemisia tridentata), les graminées et les buissons en boule (Salsola tragus) sont courants dans le paysage de la vallée de la Mort. Les pluies de printemps font fleurir certains secteurs du parc. Cependant, les précipitations et la biomasse ne sont pas suffisantes pour que se forment des sols épais.

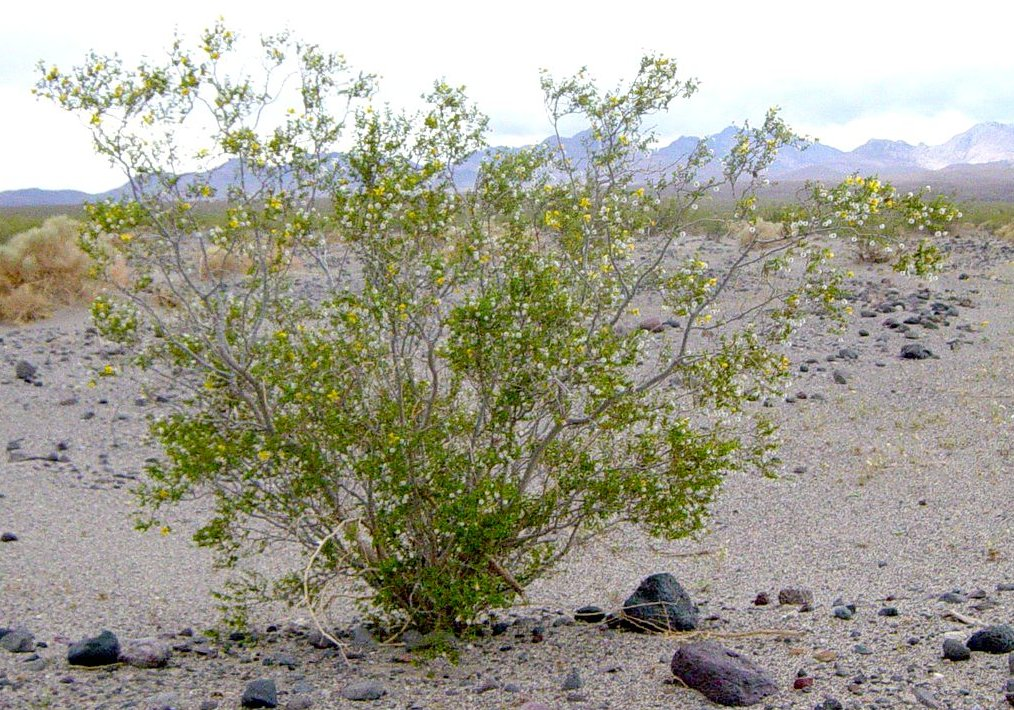
Le créosotier, Larrea tridentata.
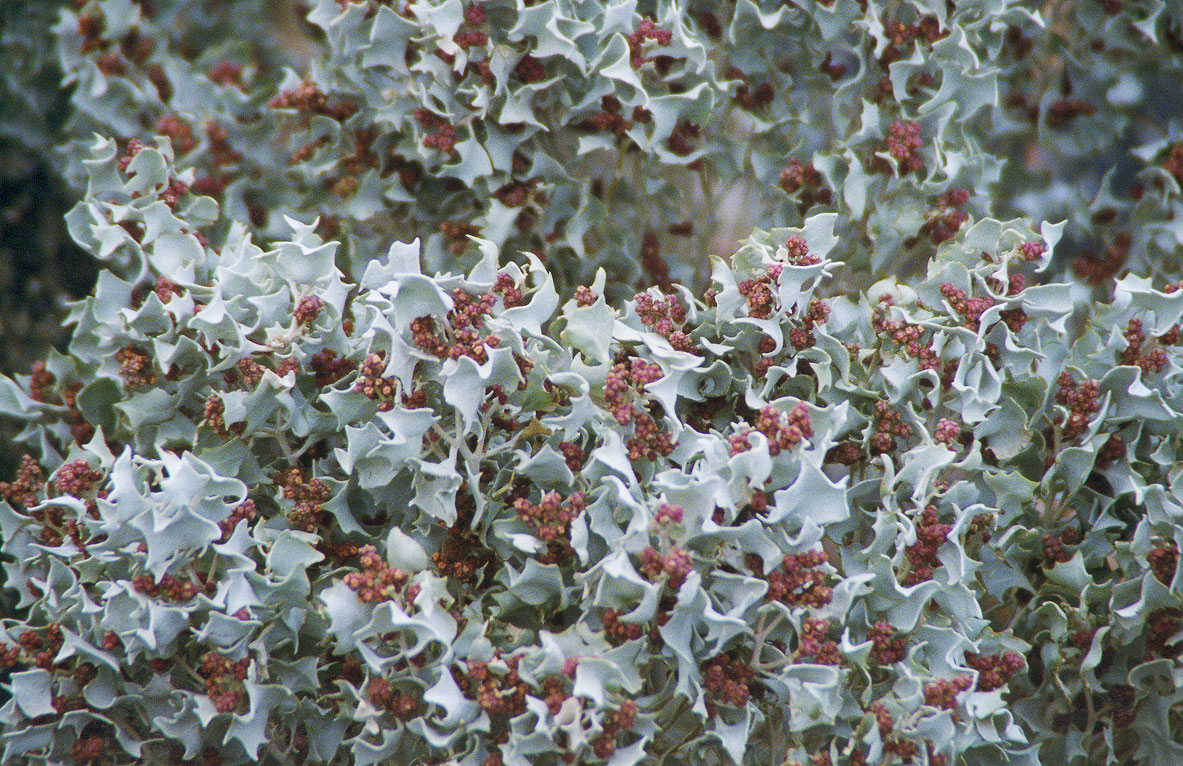
Atriplex hymenelytra.
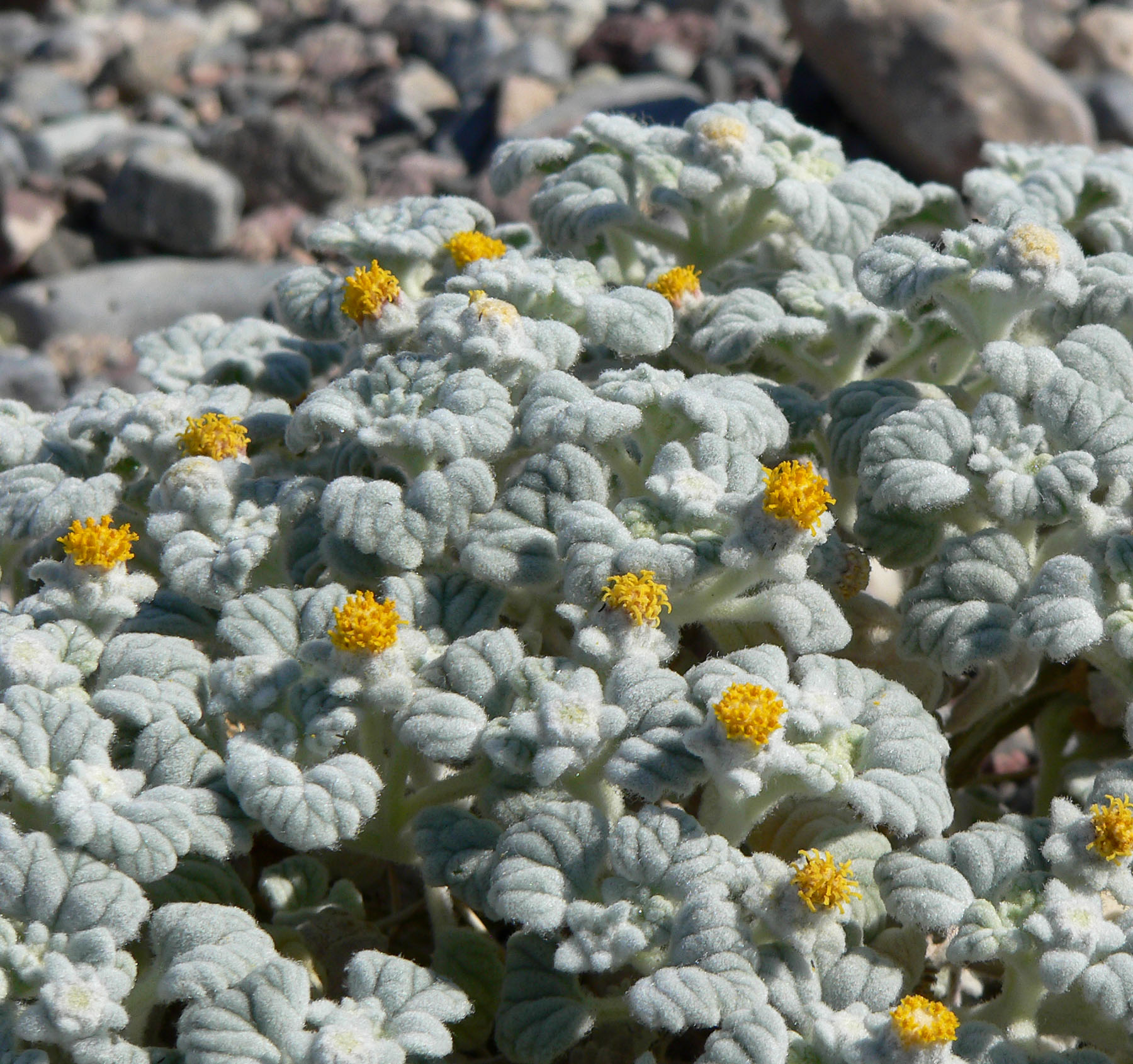
Psathyrotes ramosissima dans Death Valley.
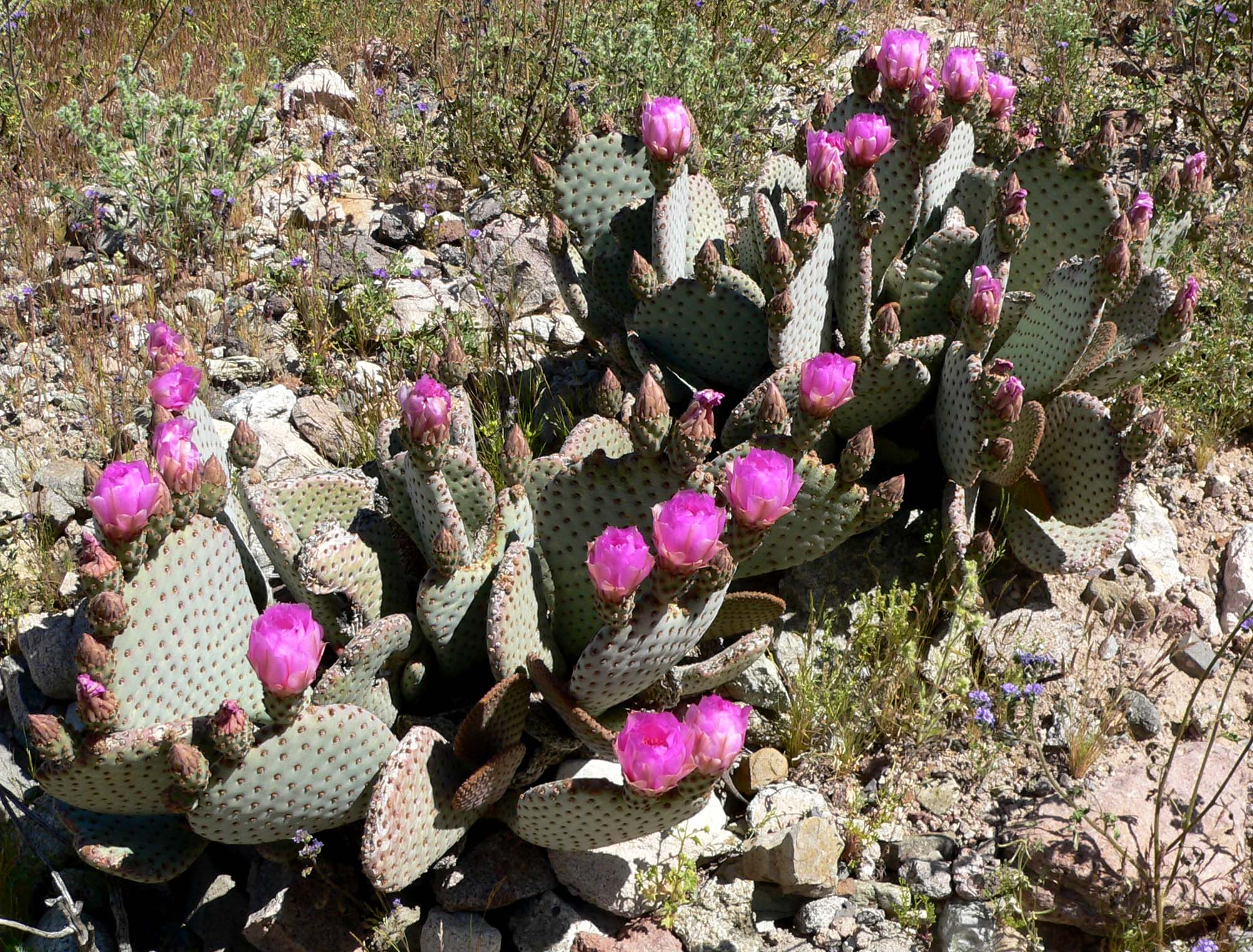
Cactus queue de Castor[5](Opuntia basilaris).
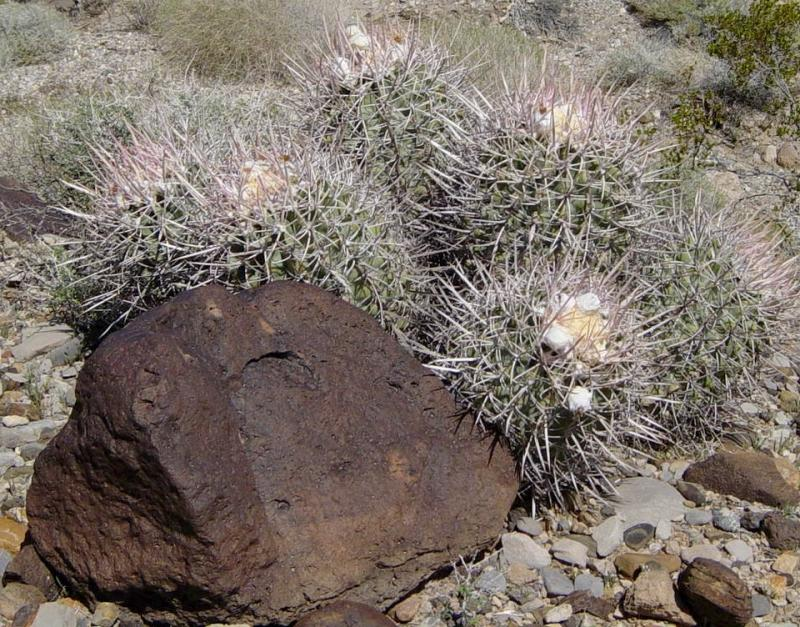
Echinocactus.
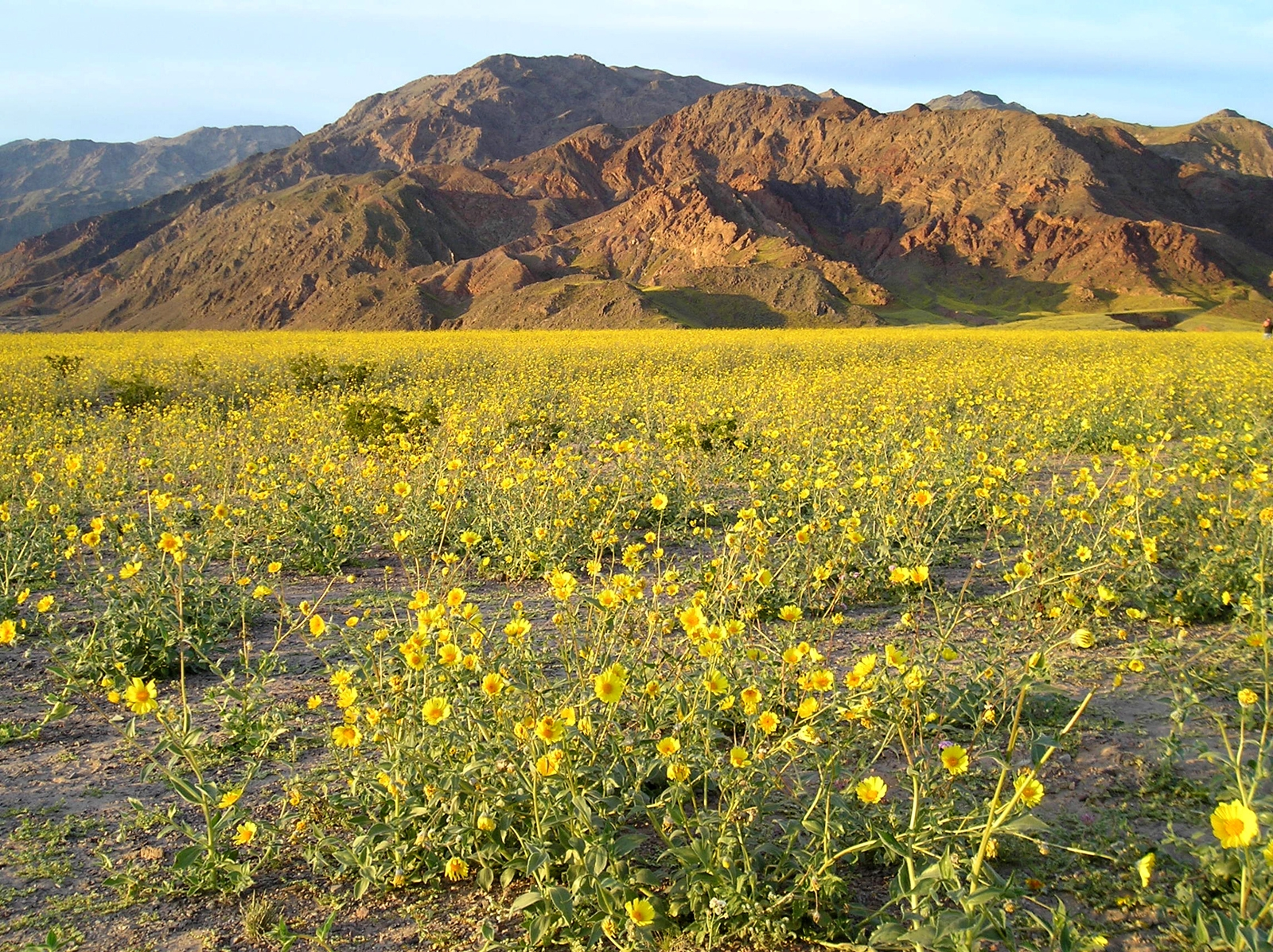
La Vallée en fleurs (superbloom), printemps 2005.
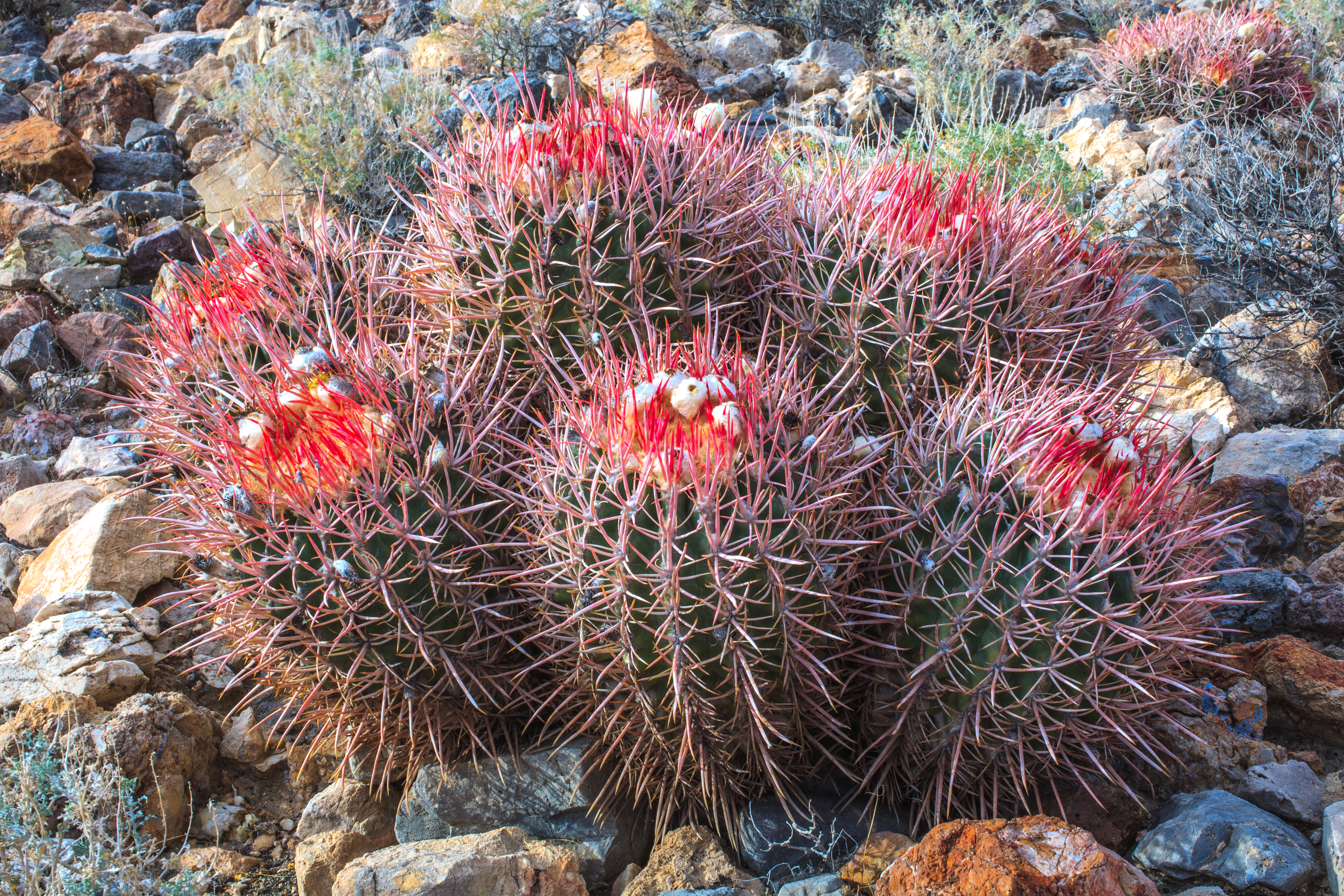
Eureka Dunes.

## Histoire de la vallée de la Mort

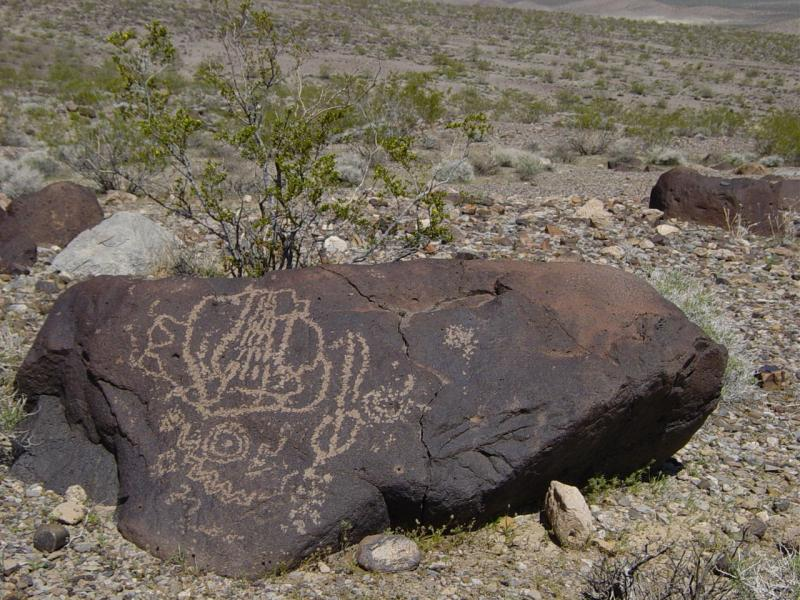
Pétroglyphes amérindiens.

La présence amérindienne dans la vallée de la Mort remonte à 9 000 ans : les Nevares Springs People occupèrent la région au VIIe millénaire av. J.-C., lorsque la vallée était encore occupée par le lac Manly. Ces premiers habitants étaient des chasseurs-cueilleurs et vivaient dans un milieu plus tempéré qu’aujourd’hui.
Ils furent ensuite remplacés par les Mesquite Flat People (vers 3 000 av. J.-C.), puis par les Saratoga Spring People au début de l'ère chrétienne, alors que la région était devenue aride. Ces derniers ont laissé des témoignages de leur artisanat et de mystérieux signes gravés sur les pierres du désert.
Les Indiens Shoshones (appelés aussi Timbisha, Panamint ou encore Koso) étaient présents avant l'arrivée des Blancs. Il semble que ces nomades migraient en fonction des saisons : ils passaient l'hiver près des sources d’eau dans la vallée et remontaient en été dans les montagnes où ils ramassaient des pignons et pratiquaient la chasse. Les Amérindiens appelaient la région « Tomesha », qui signifie « Terre de feu ». De nos jours, plusieurs familles timbisha vivent encore dans le parc national, à Furnace Creek. En revanche, ils ont abandonné l’ancien village de Maahunu situé près de Scotty's Castle.
Les premiers Européens qui la traversèrent furent des chercheurs d'or, en 1849, qui cherchaient un passage vers la Californie, attirés par la ruée vers l'or. Piégés pendant plusieurs mois dans une vallée sèche et presque dépourvue de toute vie animale ou végétale, ils lui donnèrent le nom de « Death Valley » (vallée de la Mort). Ils survécurent en brûlant le bois des véhicules, en mangeant leurs bœufs et en trouvant des sources d'eau. Le site qu’ils occupèrent a été identifié près des dunes de sable et appelé « Burned Wagons Camp » (le camp des chariots brûlés). Ils réussirent à quitter la vallée par le col de Wingate Pass. Une femme aurait dit avant de partir « Goodbye Death Valley ! » (« Au revoir vallée de la Mort ! »). En réalité, un seul membre de l'expédition, nommé Culverwell, âgé et malade, était mort dans la vallée. William Lewis Manly faisait partie de l’expédition et écrivit un récit autobiographique intitulé Death Valley in '49 et qui relatait son aventure et qui a fait connaître la région. Les géologues donnèrent par la suite son nom au lac Manly.

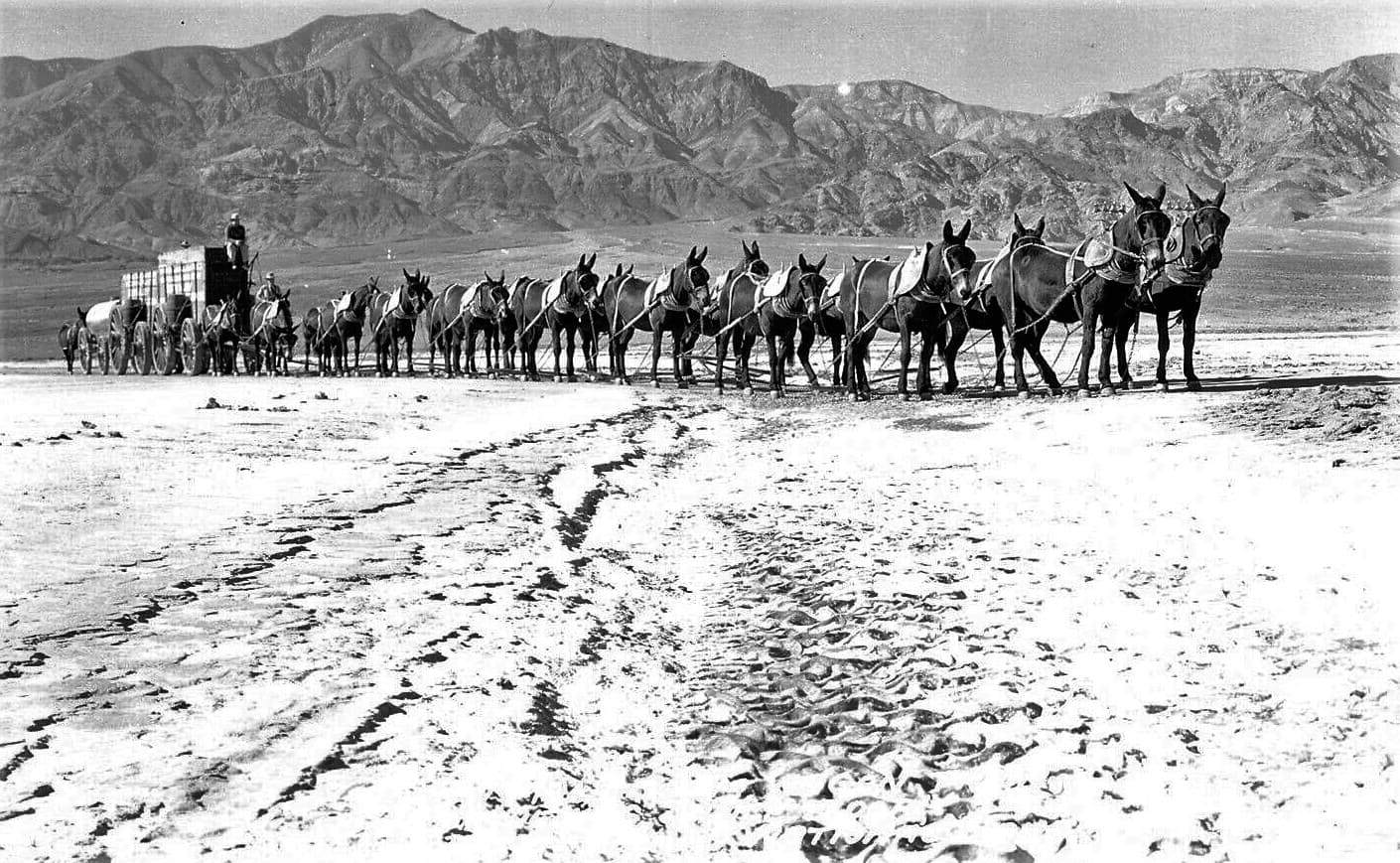
Équipage de vingt mules.

Par la suite, des expéditions successives découvrirent des minéraux (talc, sels, borax) et des minerais (cuivre, argent, or, plomb) dans divers points de la vallée, dont l'exploitation ne dura en général que quelques années. En 1873, une première ville minière appelée Panamint est fondée pour exploiter l'argent. Si près de six millions de dollars d’or furent extraits des mines entre 1906 et 1917, la véritable richesse de ces mines était le borax, découvert en 1875 par un Français, Isidore Daunet, qui exploita les minerais de borax dans la vallée en 1881 lorsqu'il découvrit qu'un autre prospecteur, Aaron Winters, avait également découvert un gisement et rentabilisé son exploitation. Daunet fonda la Eagle Borax Works, qui devint rapidement la première compagnie d’exploitation du minéral dans la vallée avant de vendre sa société à William Tell Coleman (qui a donné son nom à la Colémanite). Ce dernier fonda la Harmony Borax Works, une usine de transformation du borax qui fonctionna entre 1883 et 1888. Le borax était ensuite exporté par des chariots de 36 tonnes tirés par un équipage de 18 mules et deux chevaux (twenty mule team). Les mules étaient indispensables car elles buvaient moins d'eau que les chevaux, deux chevaux étaient néanmoins nécessaires pour diriger l'attelage, les mules étant trop têtues. Il fallait dix jours à cet attelage pour parcourir 270 km dans ce désert brûlant. De nombreux ouvriers chinois ont été amenés pour travailler. Le borax servait notamment à la fabrication du savon. La marque 20-Mule Team Borax (en) fut par la suite créée par Francis Marion Smith, le patron de la Pacific Coast Borax Company. Il utilisa l’image des wagons pour faire la promotion du savon Boraxo.

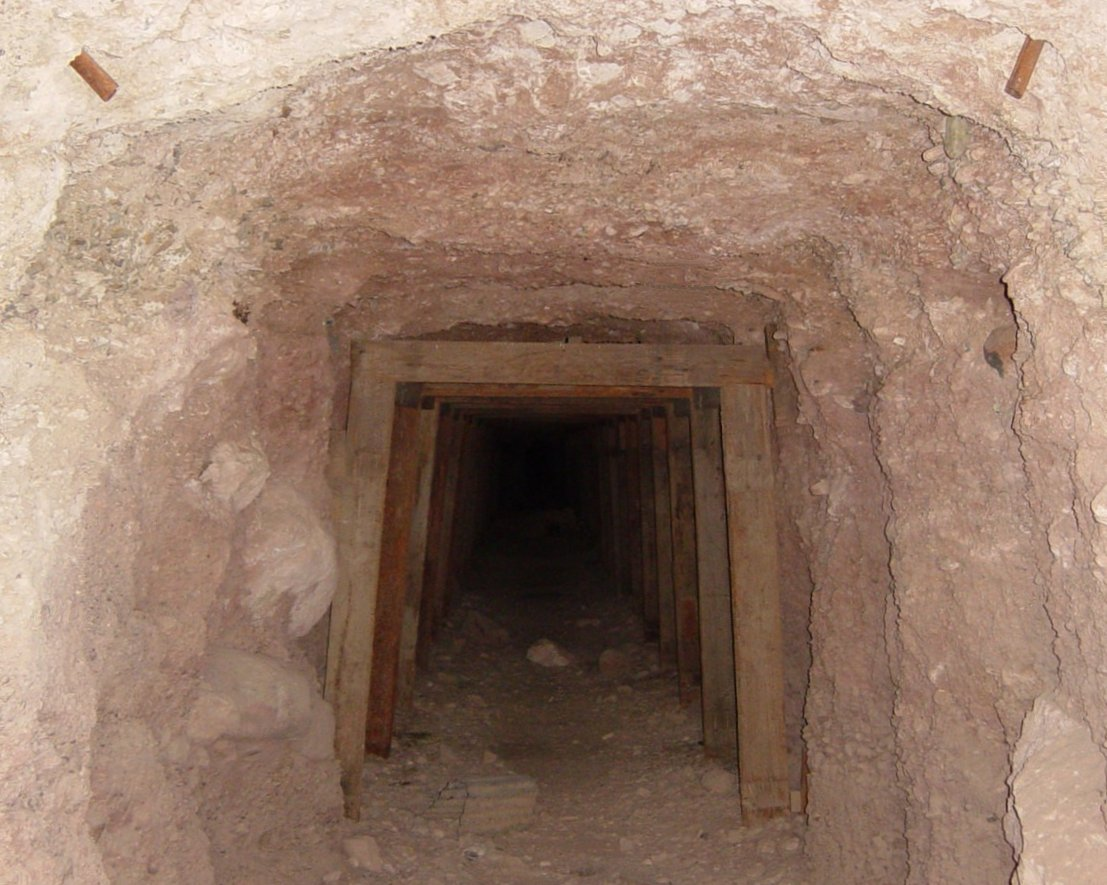
Intérieur d’une mine abandonnée à Leadfield.

L’exploitation minière se poursuivit même après la faillite de Coleman et la région occupait la première place mondiale pour la production de borax dans les années 1920. Il reste de cette époque quelques villes minières fantômes. De l'or est découvert en 1904 à Bullfrog, ce qui attire des centaines d'aventuriers dans la région. Aujourd’hui, la formation géologique de Furnace Creek, vieille de 4 à 6 millions d’années, contient encore d’importantes quantités du minéral.
Le tourisme commença dans les années 1920 avec un premier campement sur le site actuel de Stovepipe Wells. Les visiteurs venaient profiter des prétendus bienfaits des sources. En 1927, les locaux du personnel travaillant dans le borax furent reconvertis en hôtel (Furnace Creek Inn). La vallée devint une destination en vogue pendant l’hiver.

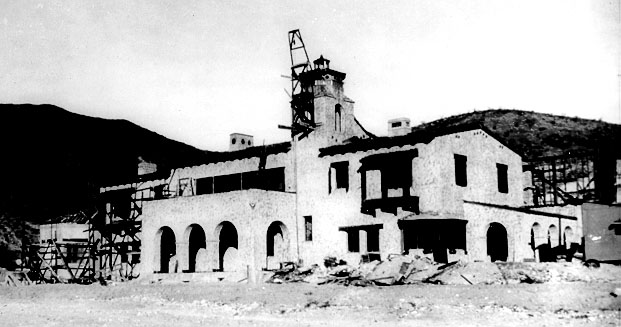
Construction du Scotty's Castle.

Le Scotty's Castle devint un hôtel à la fin des années 1930. Un programme de travaux (aménagement de routes, de conduites d'eau et de lignes de téléphone) mit en valeur la région pendant la Grande Dépression. Des chemins menant à la Panamint Range furent également aménagés et des locaux en adobe furent construits pour les Indiens Shoshones.
Le président des États-Unis Herbert Hoover déclara la région (7 800 km2) monument national le 11 février 1933. La prospection minière se modernisa dès l’entre-deux-guerres mais face au risque de saccage du monument national, elle fut sévèrement limitée et encadrée à partir des années 1970, à la suite du Mining in the Parks Act. Aujourd’hui, il ne reste plus que deux sites d’exploitation du borax : la mine Billie et une mine souterraine située le long de la route montant à Dante's View. La vallée de la Mort fut classée réserve de biosphère en 1984 par l'Unesco sous le nom de Déserts du Colorado et Mojave. Le 31 octobre 1994, le monument national s’agrandit de quelque 5 300 km2 et fut classé parc national à la suite du Desert Protection Act. Cet agrandissement en a fait le plus grand parc national des États-Unis contigus devant le parc de Yellowstone avec plus de 13 000 km² de superficie. Le 12 mars 2019, le John D. Dingell, Jr. Conservation, Management, and Recreation Act a encore ajouté 143 km² au parc.
Aujourd'hui, la vallée est surtout un site touristique. Elle est aussi exploitée pour ses métaux et minerais. Il s'agit du plus vaste parc national des États-Unis en dehors de l'Alaska. La population est d'environ 200 habitants, en majorité des employés du parc et des hôtels.
En 2015, l'explorateur Louis-Philippe Loncke devient la première personne à traverser le parc à pied du nord au sud sans assistance,.

## Sites d'intérêt dans le parc

### Artist's Palette

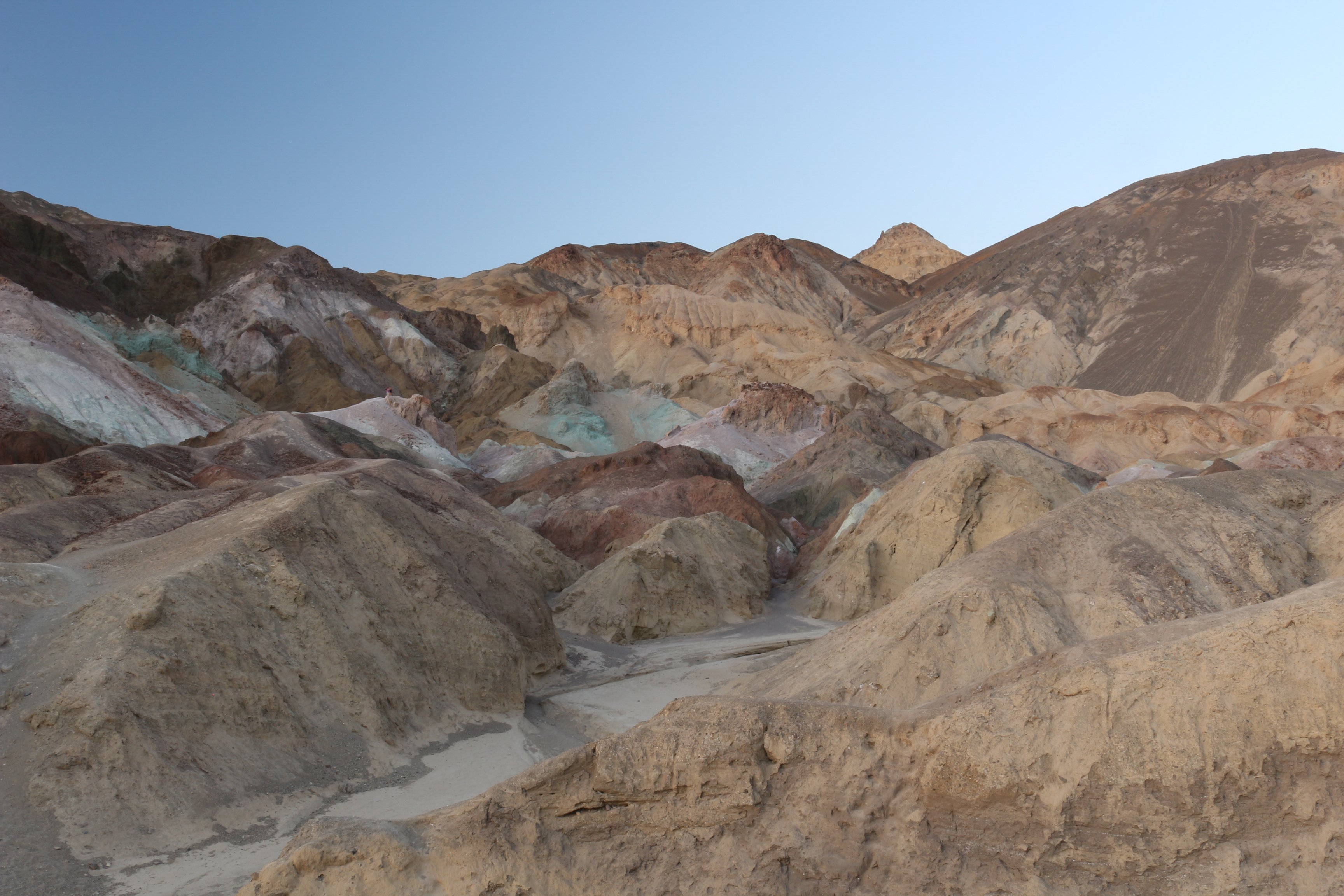
Artist's Palette.

Artist's Palette (« la palette de l'artiste »), sur la face des Montagnes Noires tournée vers la vallée, est remarquable du fait de la diversité des couleurs de ses roches.
Elles proviennent de l'oxydation des métaux qui y sont inclus :
- le rouge, le rose et le jaune proviennent de sels de fer,
- le vert est une décomposition du mica,
- et le violet provient du manganèse.

### Badwater

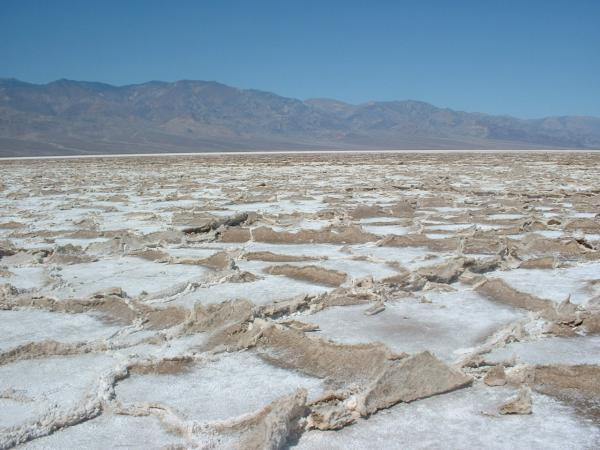
Badwater.

Ci-contre, une photo des formations de sels et de boue séchée en forme de saucières sur la plaine de Badwater (mauvaises eaux). Ces croûtes salines blanchâtres peuvent être assimilées aux playas que l'on trouve dans l'ouest aride des États-Unis.
Les saucières approximativement hexagonales ont environ 2 mètres de diamètre et dessinent des formes plus grandes, mais également hexagonales que l'on peut voir depuis Dante's View (« la perspective de Dante »), 2 000 mètres plus haut. Ces saucières se forment lors de la dessiccation du dépôt salé et de l'extension des cristaux de sel.
Dans la partie la plus lisse du dépôt se trouve une station météorologique, où a été enregistrée la température la plus élevée jamais connue aux États-Unis, avec 56,7 °C (134 °F).
C'est aussi le point le plus bas du continent nord-américain et il se situe à 86 mètres au-dessous du niveau de la mer. Ce dépôt s'est créé il y a trois mille ans avec le retrait du Recent Lake.

### Fours à charbon de bois de Wildrose

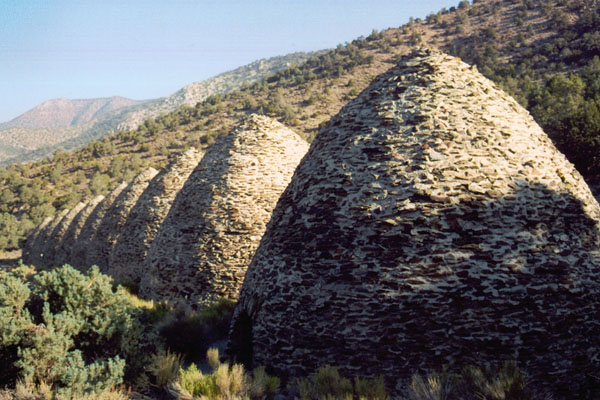
Fours à charbon de bois.

À Wildrose, des fours à charbon de bois (charcoal kilns en anglais) furent construits en 1877 pour réduire en charbon de bois, par une combustion lente en atmosphère raréfiée en oxygène, les pins pignons et les genévriers qui dominent le paysage avec les buissons de thé des mormons.
Ce combustible était ensuite transporté jusqu'aux mines de la vallée de la Mort pour alimenter en combustible le travail de fonte et d'extraction du minerai. Les fours furent abandonnés à peine trois ans après leur construction mais furent restaurés en 1971 par des Indiens Navajos de l'Arizona.

### Dante's View

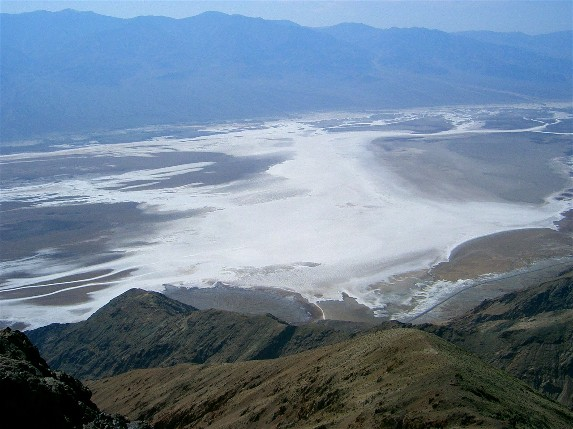
Dante's view.

La chaîne de montagne sur laquelle se trouve Dante's View (« la perspective de Dante ») fait partie des Black Mountains. Ce site offre un panorama sur la partie centrale de la vallée de la Mort.
De ce point culminant à 1 676 mètres d'altitude, on peut voir le bassin de Badwater, qui contient le point le plus bas des États-Unis, et le pic Telescope qui se dresse à 3 353 mètres d'altitude.
La route pour y arriver est très escarpée.

### Devil's Golf Course

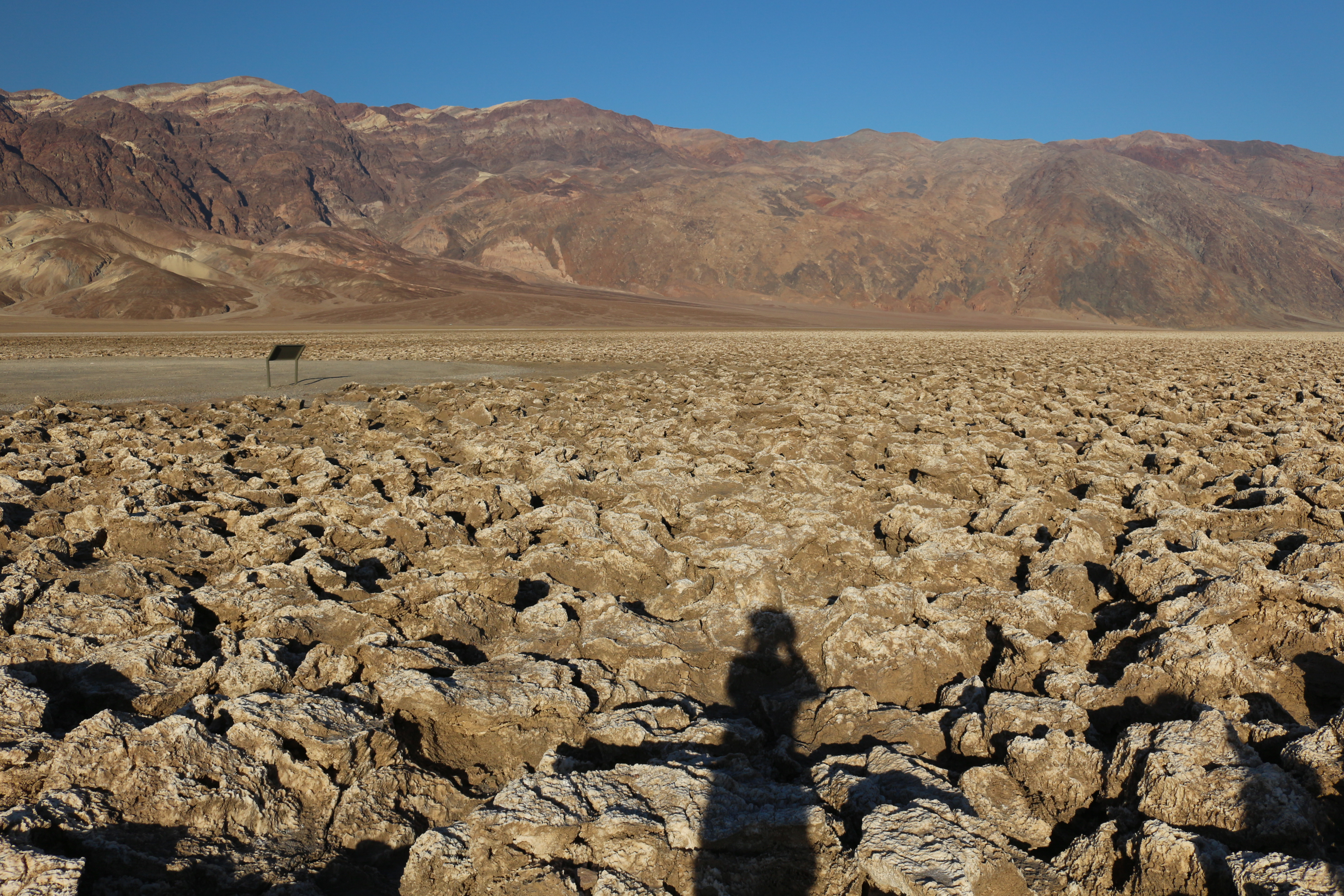
Devil's Golf Course, le soir.

Le Devil's Golf Course (le terrain de golf du diable) est une zone de boue salée qui a formé des coupelles aux arêtes vives ; ce qui donne à penser qu'il s'agit de la seule surface suffisamment et diaboliquement inégale où l'on pourrait imaginer voir le Diable jouer au golf.
Entre 2000 av. J.-C. et le début de notre ère, ce secteur était occupé par un lac : le climat était en effet plus humide qu'aujourd'hui et l'eau s'accumulait au fond de la vallée. À mesure que le climat changea et devint plus sec et plus chaud, le niveau du lac diminua. Au bout d'un certain temps, le lac laissa la place à une vaste étendue de boue dans laquelle le sel cristallisa.

### Father Crowley Vista Point
Father Crowley Vista Point est un point de vue panoramique offrant une vue sur le canyon Rainbow et la Panamint Valley. Il se trouve à une altitude de 1 281 mètres.

### Furnace Creek
Furnace Creek (le Ruisseau de la Fournaise) est un ensemble de bâtiments situés au milieu de la vallée, près de Zabriskie Point. Il s'agit d'un centre d'information pour touristes, d'un poste à essence et de deux hôtels situés dans une oasis artificielle. On y trouve aussi un terrain de golf et un bureau de poste.

### Golden Canyon

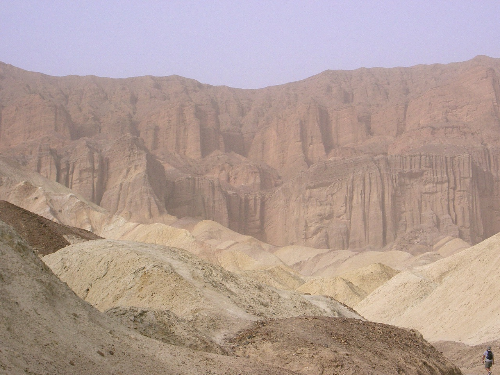
Golden Canyon.

Le Golden Canyon (le canyon d'or) dévoile d'intéressantes formations géologiques. Au fond du canyon se trouvent les falaises rouges de Red Cathedral (« la cathédrale rouge ») érodées par le vent et la pluie.

### Mesquite Sand Dunes

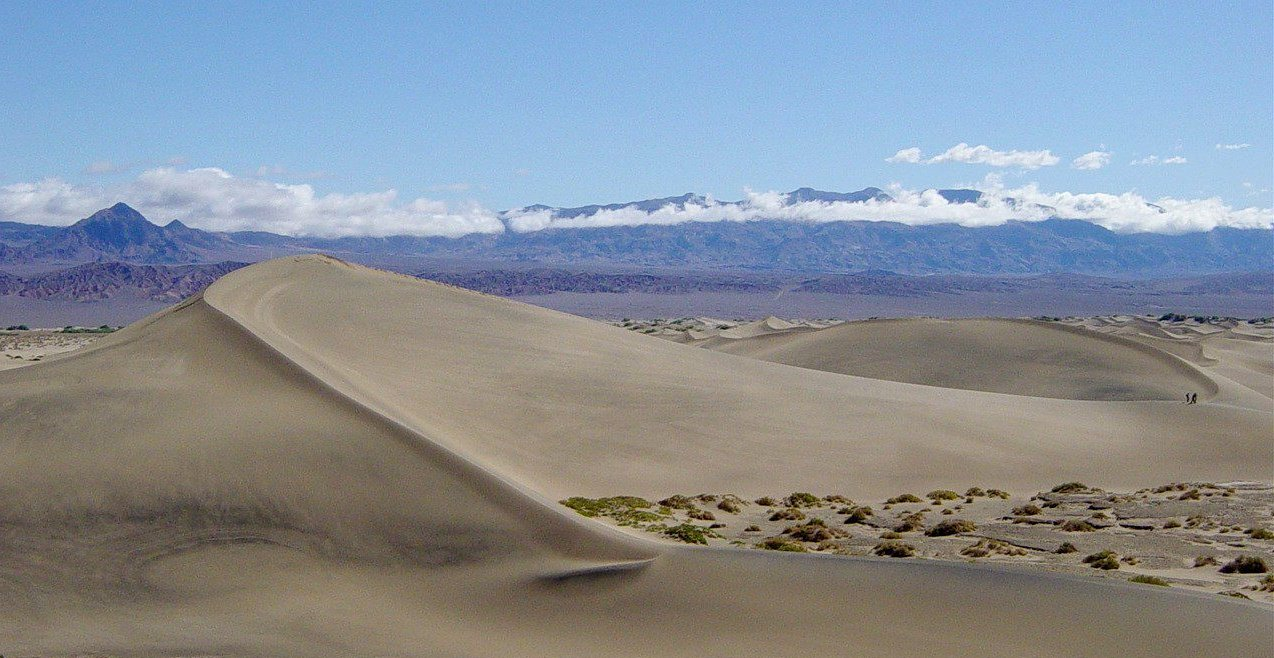
Mesquite Sand Dunes.

Les Mesquite Sand Dunes (« les dunes à prosopis) » sont situées au nord de la vallée. Du fait de l'accès facile depuis la route proche, elles ont été souvent utilisées par le cinéma dans de nombreux films pour des scènes de dunes, comme dans la série Star Wars.
La plus grande dune porte le nom de Star Dune et reste relativement stable et stationnaire à cause de la convergence locale des vents qui justement forment ces dunes.
La plus grande profondeur de sable y est de 40-43 mètres mais cela reste peu en regard d'autres dunes proches où l'on peut trouver jusqu'à 183-213 mètres de sable. La Star Dune a la forme d'une étoile de mer, un échinoderme, c'est de là que vient son nom (astérie = starfish en anglais).
Entre les dunes, on trouve des buissons de créosotier et de prosopis (Prosopis juliflora) qui poussent sur le sable et la boue séchée qui constituent le sol de cette partie de la vallée (sous les dunes les plus récentes). La prosopis est la plante dominante locale, mais le créosotier tire mieux parti du sol sablonneux des dunes.

### Mesquite Springs
Le site de Mesquite Springs se trouve dans la partie nord de la vallée de la Mort où l'on trouve beaucoup de cactus à tête de coton[réf. nécessaire] (Echinocactus polycephalus), de coléoptères de la famille des Meloidae et de chollas. Dans les dépôts alluvionnaires au-dessus des sources (springs en anglais) on rencontre des pétroglyphes âgés de 2 000 à 3 000 ans, appartenant à la culture des Mesquite Springs.
Le travail des pétroglyphes y est rendu possible par « le vernis du désert » qui s'est déposé sur les roches. Ce type un peu particulier de patine se dépose lentement (10 000 ans pour produire un dépôt de 0,25 mm d'épaisseur) sous l'action de certaines bactéries qui consomment le fer, le manganèse et la craie.
Le taux de production du vernis étant chose connue, il a donc été possible de dater précisément les pétroglyphes en se basant sur l'épaisseur de vernis déposée par-dessus.
Pas très loin de certains des pétroglyphes on trouve aussi une faille qui permet de voir un type de roche sédimentaire qui ressemble à du béton dans lequel seraient pris de gros rochers. En fait, il s'agit d'alluvions lithifiées (transformées en pierre par le temps).

### Mosaic Canyon

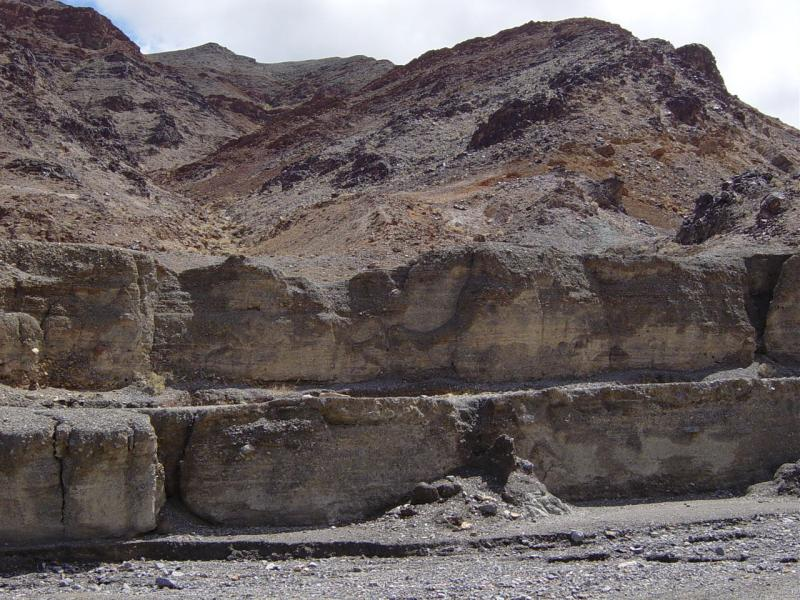
Mosaic Canyon.

Le site de Mosaic Canyon (« le canyon des mosaïques ») est un petit canyon creusé dans le flanc nord-ouest de la vallée. Il tire son nom des sédiments remplis de roche dolomite qui en forment les bords. Ce canyon a été formé par un processus alternatif de creusement et de remplissage avec des périodes d'érosion rapide et de longues périodes de dépôt et d'épaississement. Chaque creusement se produisant sur un dépôt fragile, le fond du canyon est en forme d'escaliers.
Le type de roche qui domine est la dolomite ; il s'agit d'un type de roche carbonatée qui se forme naturellement dans une mer chaude et peu profonde comme celle qui recouvrait la région il y a 750 millions d'années.

### Racetrack Playa

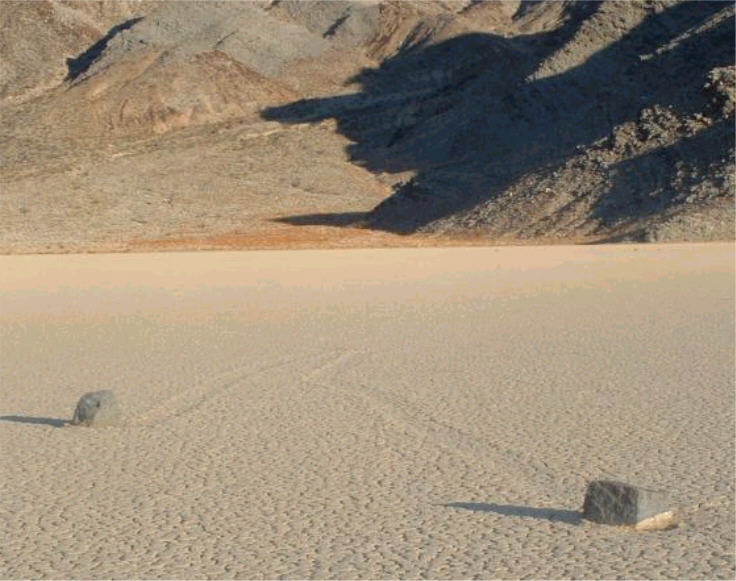
Rochers sur Racetrack Playa.

Plusieurs dizaines de roches de la Racetrack Playa (« la plage du circuit de course ») se déplacent de manière mystérieuse sur le sable en laissant des traces derrière elles. Leur point de départ est un flanc de colline à l'extrémité de la playa. Elles roulent vers son fond puis commencent leur mystérieuse promenade.
On ne les a jamais filmées, ni surprises dans leur mouvement. Toutefois, une hypothèse plausible reste que certaines nuits pluvieuses rendent le sable glissant et les vents violents déplacent alors les rochers.
L'hypothèse émise par des physiciens lors d'une étude sur site en 1995 serait que ces rochers sont poussés par le vent (des pointes à 145 km/h ont été enregistrées en hiver) associé à la quasi absence de couches limites (inférieures à 5 cm) du fait de l'absence de végétation et de relief. Une autre hypothèse serait que ces pierres glissent en fait grâce à des algues microscopiques situées en dessous. À chaque pluie, le vent les pousserait tandis que les algues « lubrifiraient » la zone de contact, les pierres glissant mieux.

Finalement, une expérience menée de 2011 à 2014 montre l’existence en hiver d'un lac gelé recouvrant environ un tiers du site. Les couches de glace ont alors glissé vers les morceaux de roche, se cassant le plus souvent mais les déplaçant aussi progressivement.

### Rhyolite

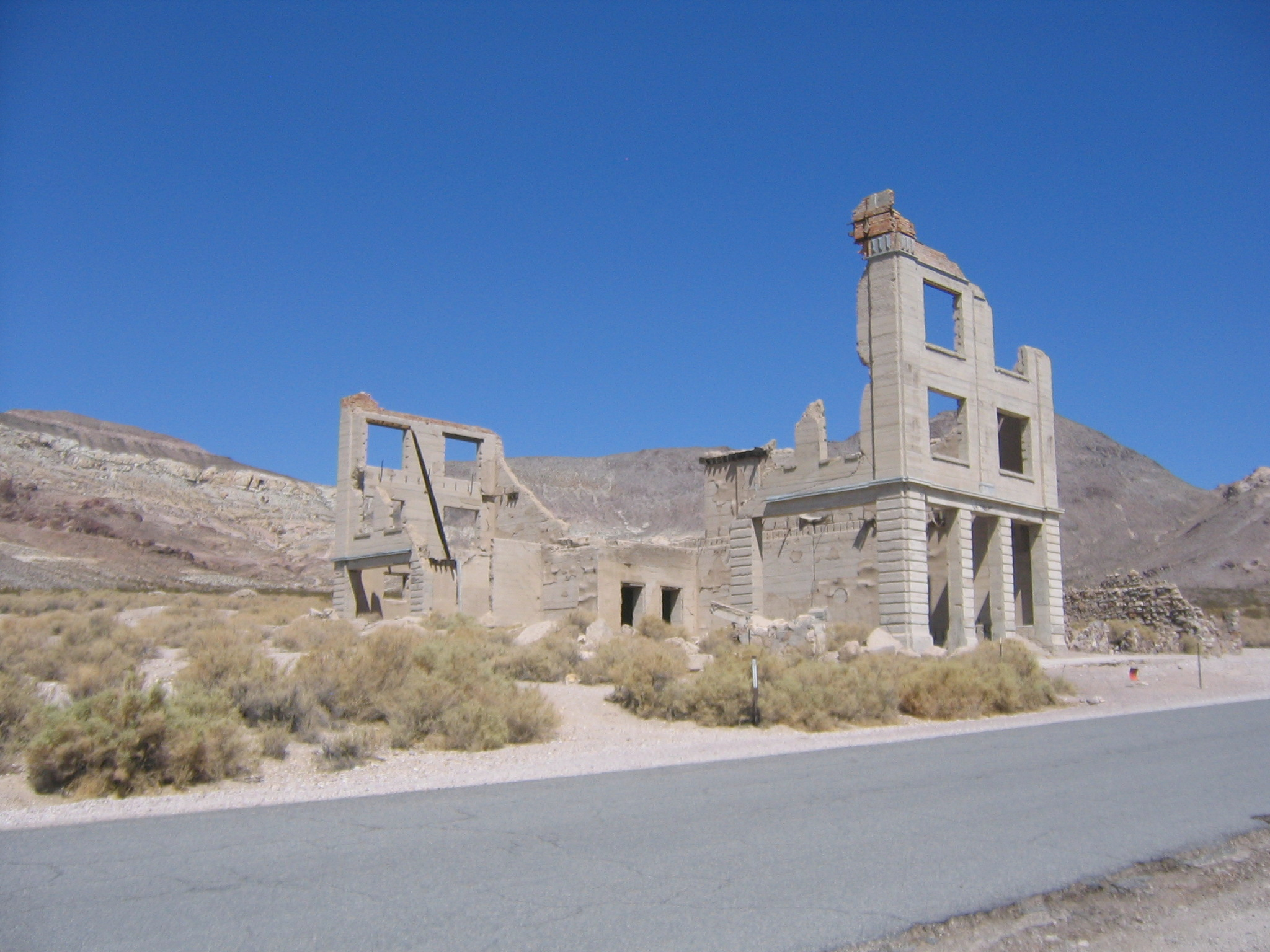
Rhyolite.

À l'entrée Est de la vallée de la Mort, sur la route 374 en provenance de Beatty, se trouve la ville fantôme de Rhyolite.
Cette ville, créée en 1904 dans le cadre de la ruée vers l'or, connut son apogée en 1907-1908 grâce à l'exploitation de mines situées dans et en bordure de la vallée. Elle comptait alors plusieurs milliers d'habitants, avant d'être subitement abandonnée à la suite de la Panique bancaire américaine de 1907 ou « panique des banquiers ».

### Sand Dunes

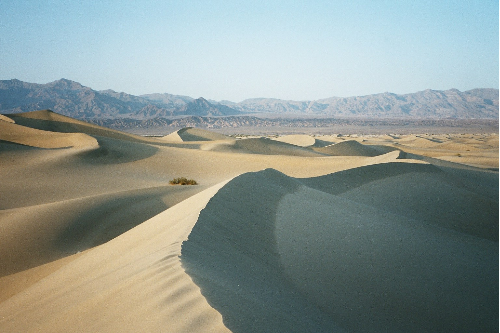
Dunes.

À proximité de Stovepipe Wells (« les puits en tuyau de poêle »), sur la route 190, se trouvent les célèbres dunes de mesquite qui attirent de nombreux photographes, surtout au coucher de soleil. Il existe d'autres dunes dans le parc, mais ces dernières sont les plus fréquentées. Elles sont le résultat de l'accumulation de particules rocheuses arrachées aux chaînes de montagne environnantes, par les agents d'érosion. Le sable est transporté par le vent, et les massifs dunaires sont mobiles. Des chercheurs viennent y étudier le « chant des dunes », c'est-à-dire le bruit provoqué par le déplacement des grains de sable sous l'effet du vent.

### Salt Creek
La plus grande partie de Salt Creek (« le ruisseau salé ») est généralement sèche et couverte par une couche de sel brillant (salt signifie sel en anglais) qui provient de nombreuses inondations suivies de périodes d'évaporation lente de l'eau ainsi déposée.
Le processus dure depuis suffisamment longtemps pour que la faible quantité de sels dissous par l'eau finisse par s'accumuler à la surface du sol. Une partie du sel disparaît continuellement avec les écoulements d'eau boueuse. C'est là que se trouve le dernier animal survivant du lac Manly, le Death Valley pupfish, dont on dénombre aujourd'hui cinq espèces. Il arrive à survivre dans un milieu saturé de sel.

### Scotty's Castle

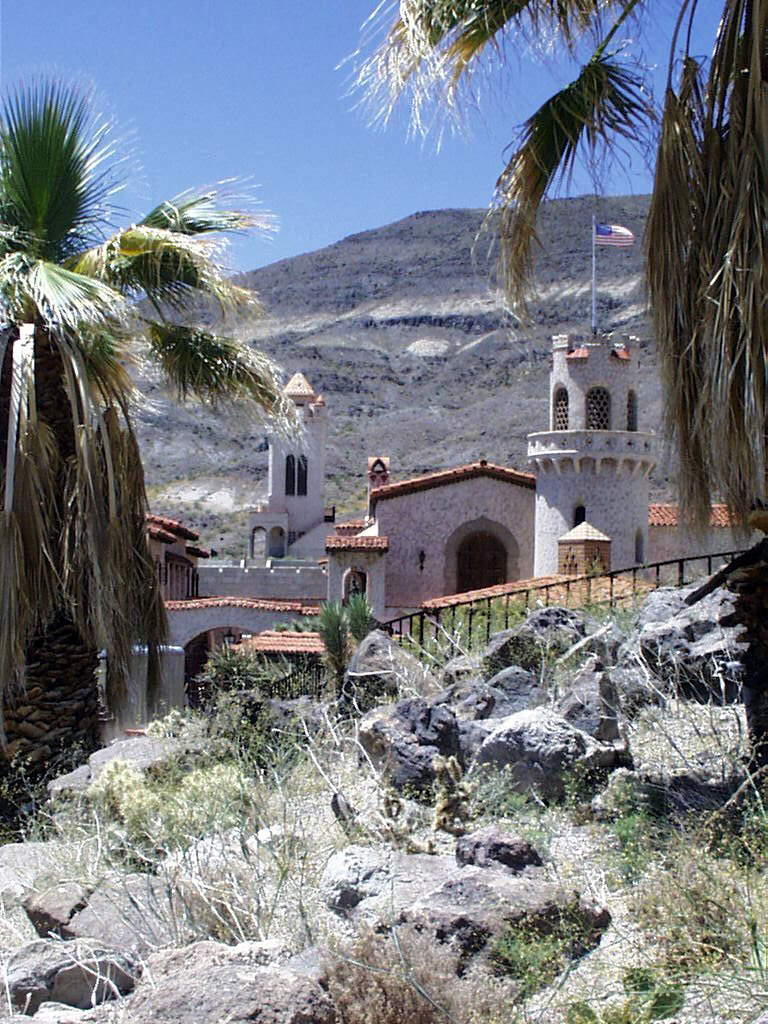
Scotty's Castle.

Scotty's Castle se trouve à l'extrême nord de la vallée de la Mort, dans une oasis de Grapevine Canyon. Cette demeure fut construite dans les années 1920 sur le modèle d'une hacienda du XVIIIe siècle par le financier Albert Mussey Johnson, convaincu par un aventurier, Walter Scott, qu'il y avait de l'or dans la région. Celui-ci lui extorqua des sommes importantes. Mais Johnson ne regretta pas d'avoir construit sa villa dans la vallée de la Mort et la baptisa même en l'honneur de Scott. Ce lieu de villégiature isolé coûta entre 1,5 et 2,5 millions de dollars de l'époque. Vingt pièces furent aménagées et meublées sur 3 658 m2, mais la crise de 1929 interrompit les travaux. Aujourd'hui, la maison se visite mais la route y conduisant à partir de la vallée est fermée pour travaux depuis 2015, à la suite d'inondations. La réouverture de cette voie d'accès n'est pas prévue avant fin 2022.

### Shoreline Butte

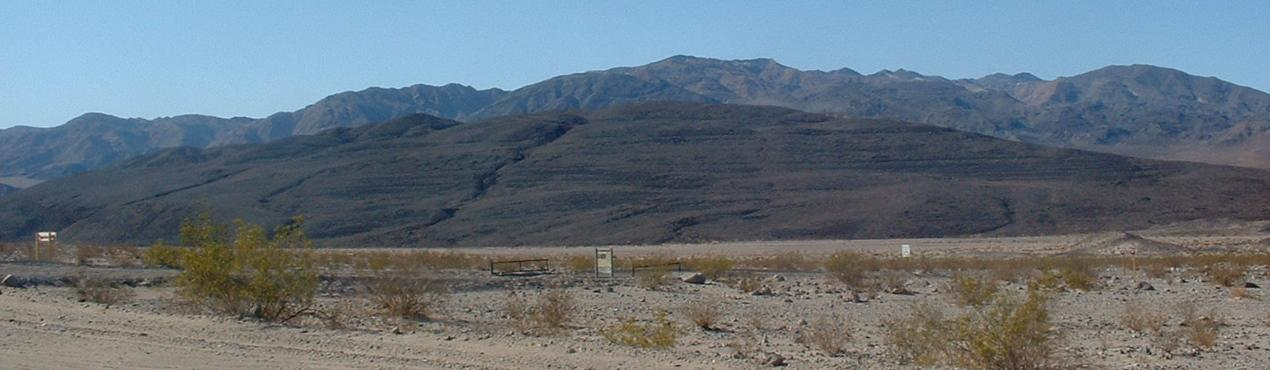
Shoreline Butte.

Le site de Shoreline Butte (« la butte de la ligne de côte », dans sa traduction libre) était une petite île du lac qui avait rempli la vallée de la Mort à une époque lointaine (plusieurs fois durant les dernières glaciations et sans doute plusieurs fois auparavant). On peut remarquer les traces linéaires horizontales que les géologues identifient comme les restes du bord du lac Manly sur le flanc de l'île.

### Titus Canyon
Le site de Titus Canyon est constitué d'un canyon découpé dans un dépôt sédimentaire précambrien composé essentiellement de roches carbonées (principalement de calcaire). Ces sédiments ont été relevés, déformés (pour former des charnières anticlinales et des charnières synclinales) puis à nouveau repliés sur eux-mêmes.
On a retrouvé des pétroglyphes dessinés sur la surface de certaines roches par les Indiens – en particulier auprès des sources et de quelques autres lieux remarquables. Dans un des virages du canyon on trouve différents types de fleurs dont la sacred datura.

Leadfield est une ville fantôme proche du Titus Canyon où les prospecteurs des années 1920 avaient creusé après s'être laissés dire que le minerai y serait facile à extraire et que les conditions de vie y seraient agréables (deux affirmations qui se sont révélées pour le moins exagérées).

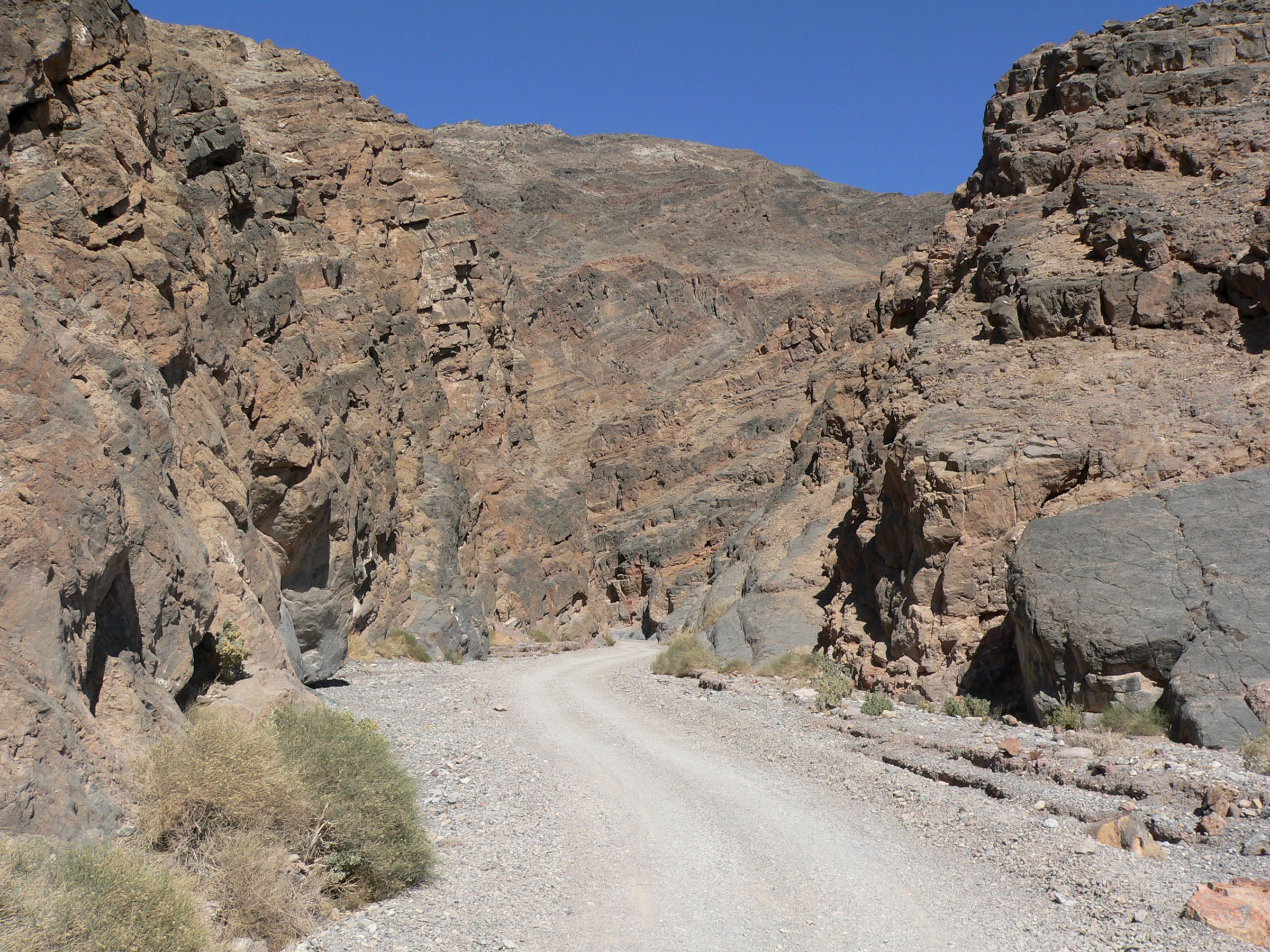
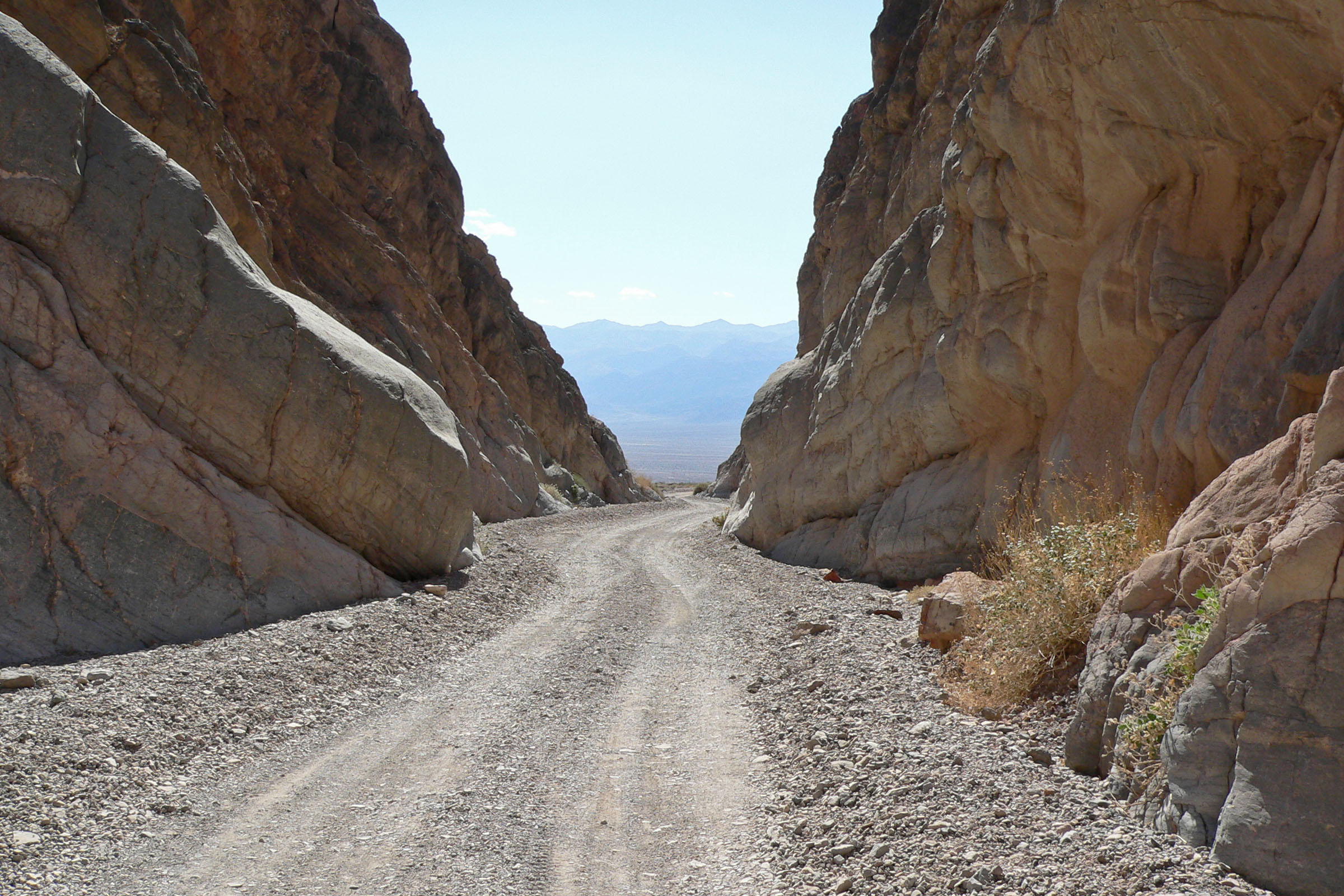
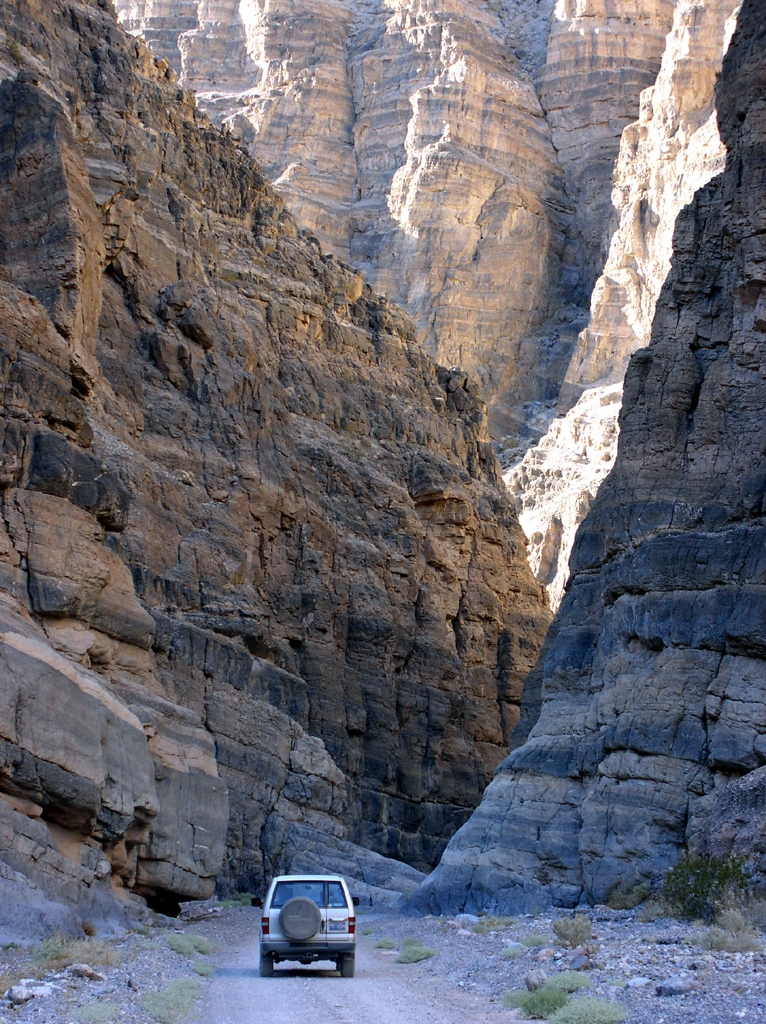
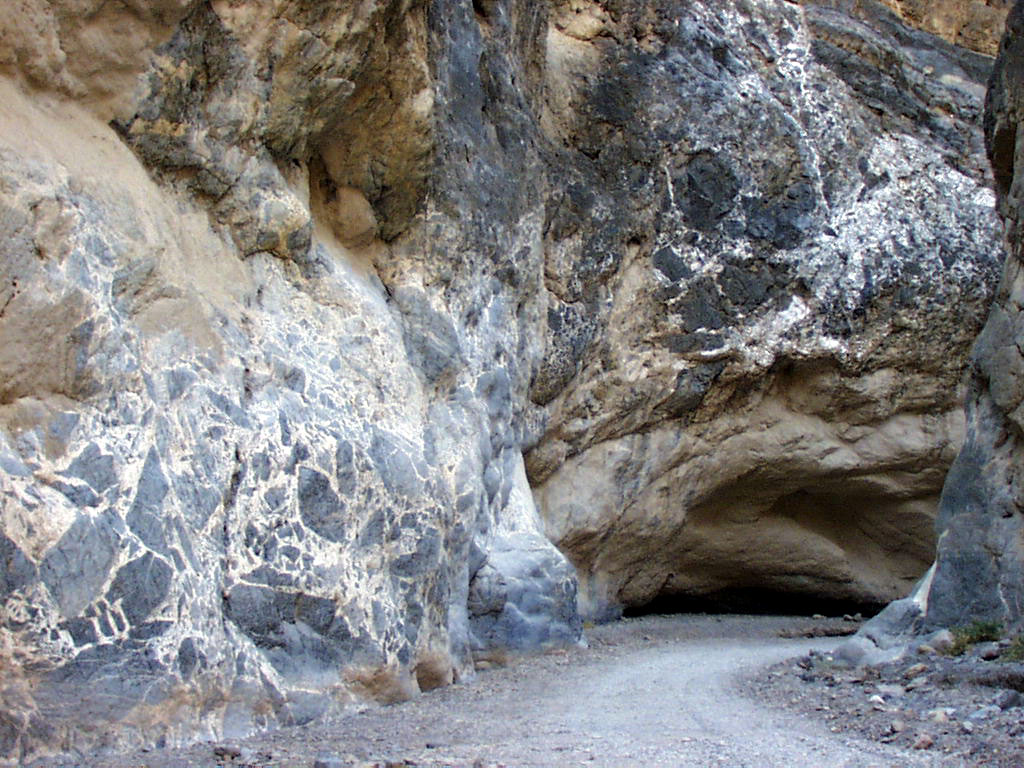

### CratèreUbehebe

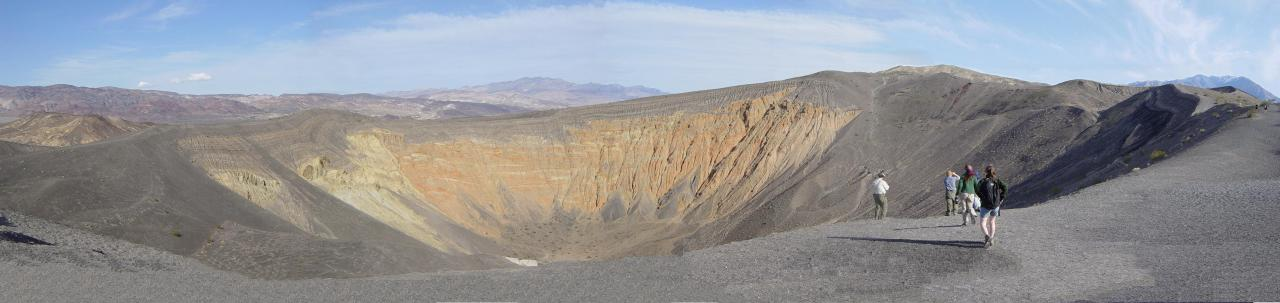
Le bord du cratère Ubehebe fait apparaître une série de couches géologiques plus grises alors que le fond du cratère laisse voir des sédiments plus clairs. Les couches grises proviennent d'autres éruptions phréatiques plus récentes dans la région et les roches plus claires proviennent de sédiments océaniques (on en trouve de deux couleurs – jaune et orange – selon leur origine exacte).

Le cratère Ubehebe est un cratère volcanique de 237 mètres de profondeur et de 800 mètres de diamètre. D'après les artefacts indiens qui s'y trouvent, il serait vieux de 6 000 ou de 7 000 ans. « Ubehebe » est un mot indien qui veut dire « le panier dans la roche ».
Le cratère s'est formé lorsque du magma remontant vers la surface a brutalement vaporisé une masse d'eau (nappe phréatique) contenue dans le sol. L'énorme explosion de vapeur qui en a résulté est appelée par les géologues une éruption phréatique et n'a été qu'une des explosions de ce type dans l'environnement immédiat de ce cratère.
Les vents au sommet du cratère soufflent souvent très fort et peuvent facilement atteindre les 90 km/h.

### Ventifact Ridge

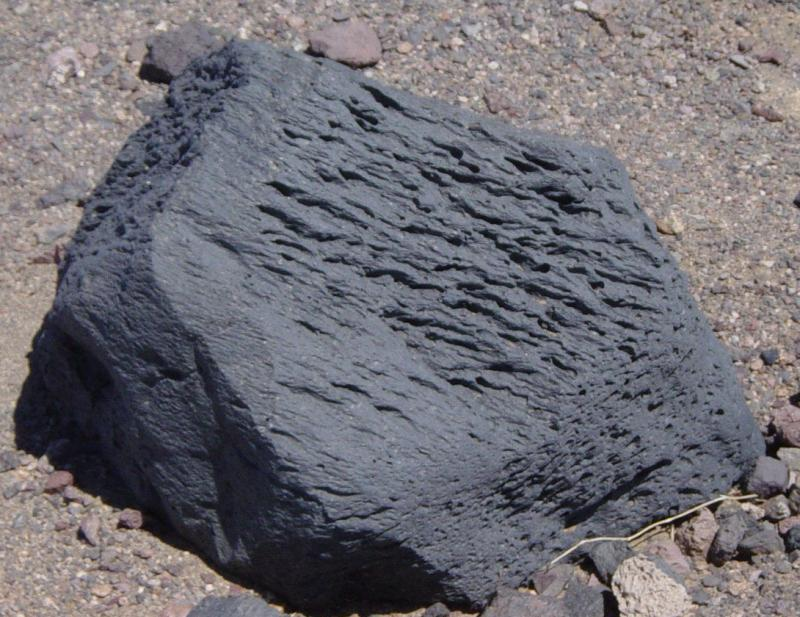
Ventifact à Ventifact Ridge.

Ventifact Ridge est une crête (ridge, en anglais) qui surgit de la vallée de la Mort. Il s'agit d'un écoulement de lave basaltique et les roches de sa surface sont réputées pour leur forme qui provient de l'érosion par le vent (d'où le nom de « ventifact », littéralement « fait par le vent »).
Les vents sur cette crête se concentrent au sommet de la colline et en acquièrent une vitesse élevée. Ils soulèvent de la poussière et du sable et usent la surface ainsi abrasée.

### Zabriskie Point
Le film Zabriskie Point de Michelangelo Antonioni offre un point de vue sur les formations géologiques multicolores de la vallée et leurs formes d'érosion. L'endroit a été exploité autrefois pour le borax. Souvent assimilé à des badlands à cause de son absence de végétation, le site est formé de sédiments (graviers, cendres) qui se sont déposés dans le Furnace Creek Lake, asséché il y a 5 millions d'années. L'endroit a été baptisé en mémoire de Christian Brevoort Zabriskie, vice-président de la Pacific Coast Borax Company.

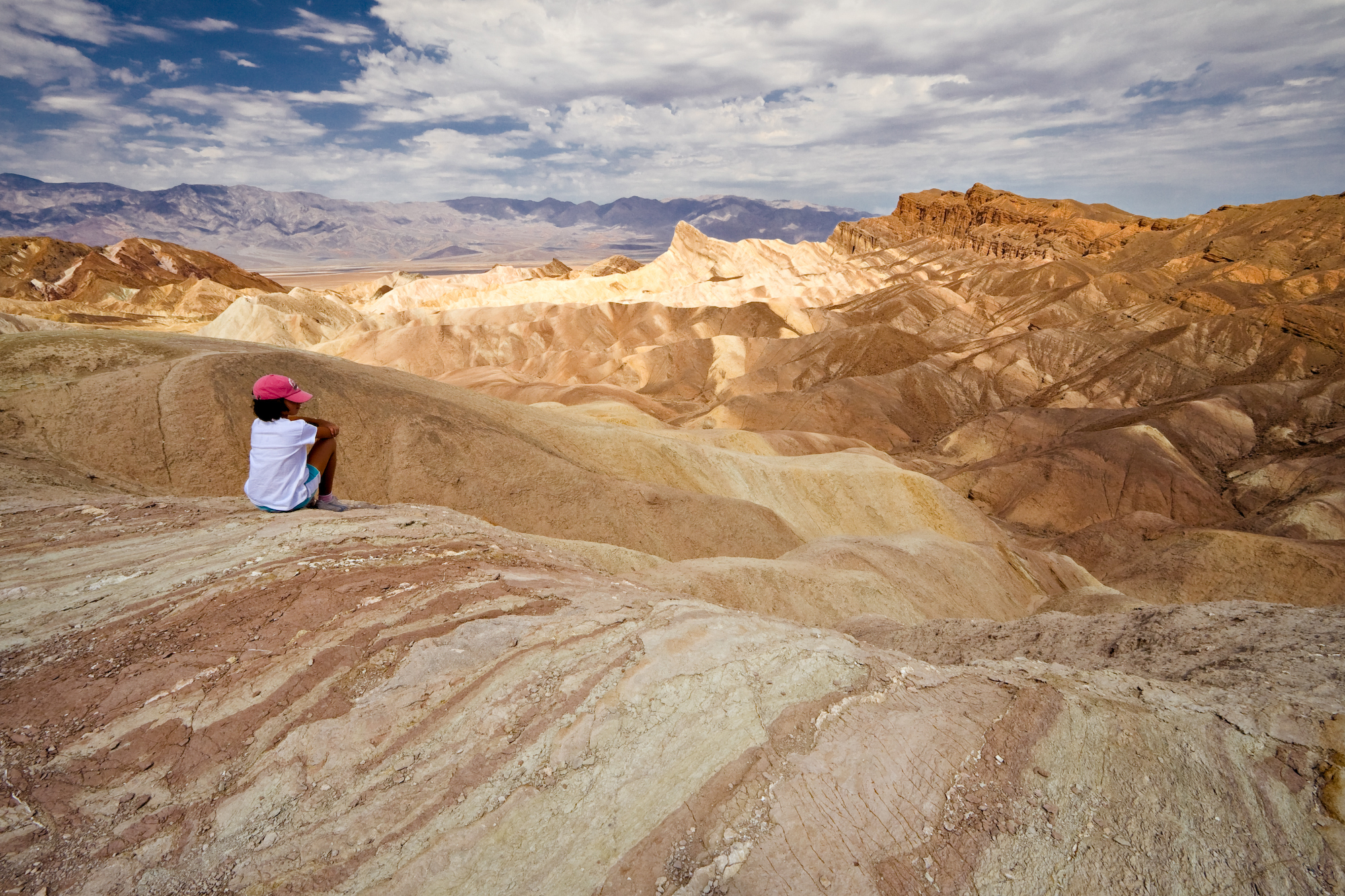
Manly Beacon et Red Cathedral vus de Zabriskie Point.
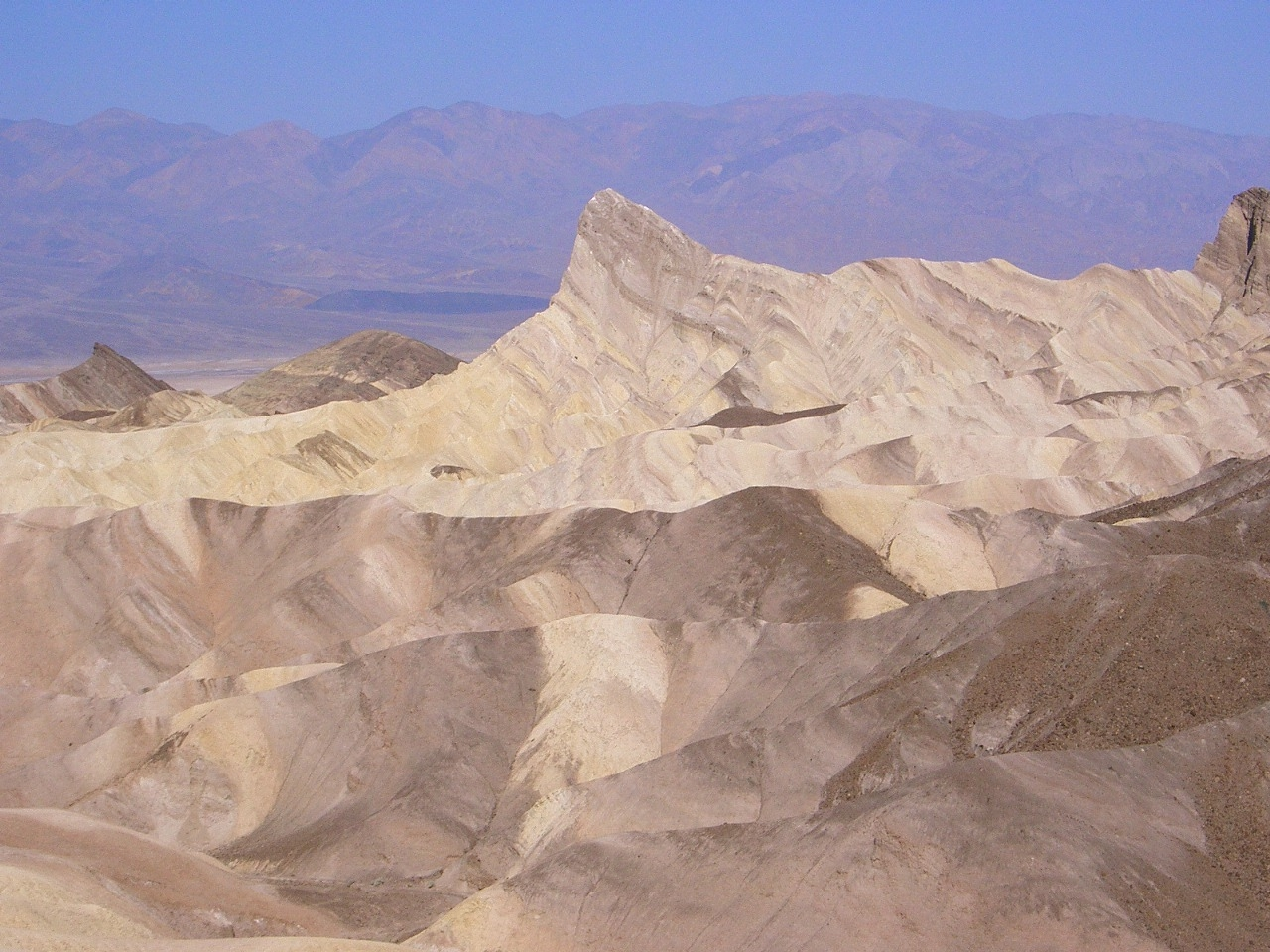
Manly Beacon vu de Zabriskie Point.
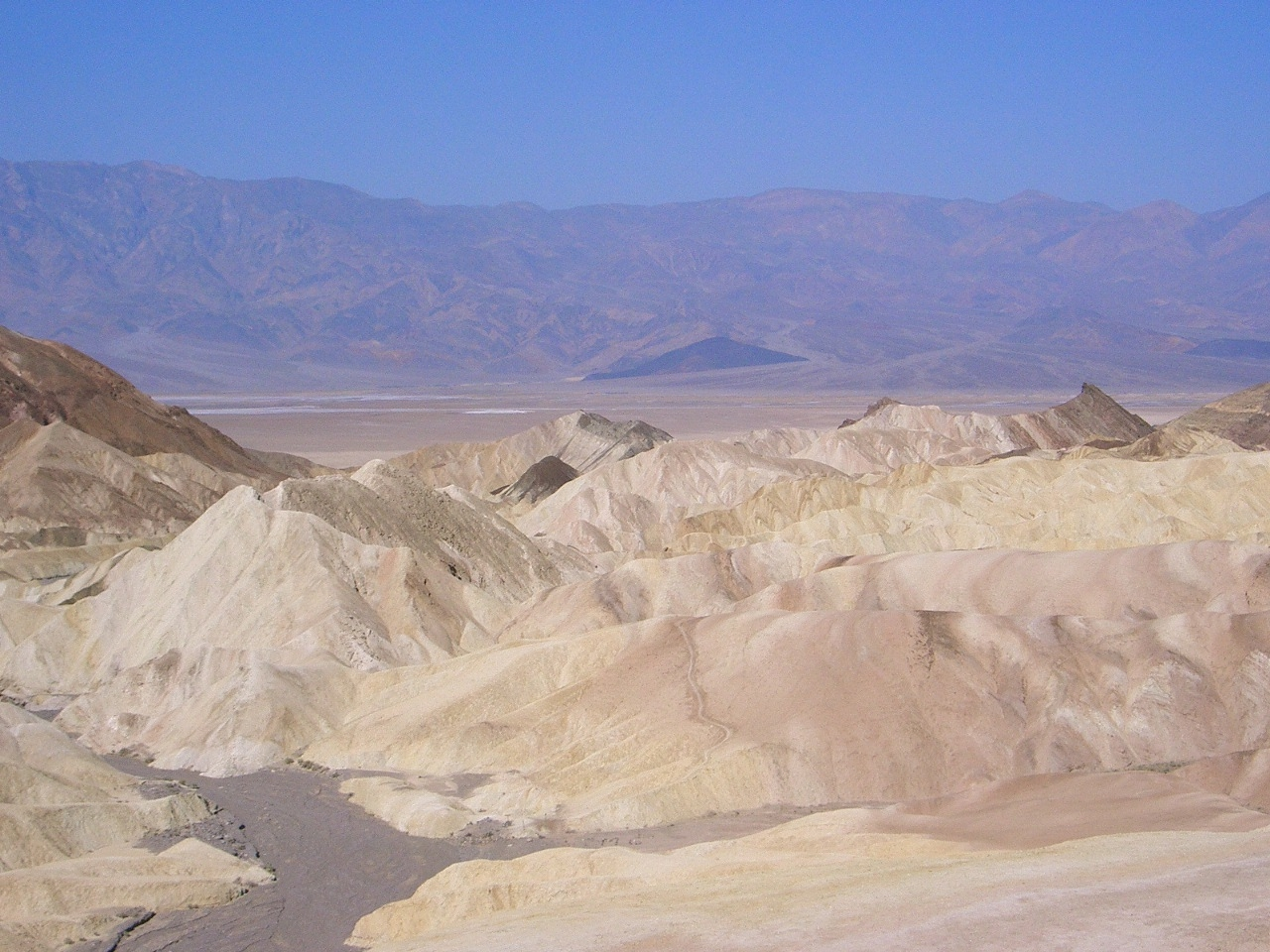
Vue de la vallée de la Mort.
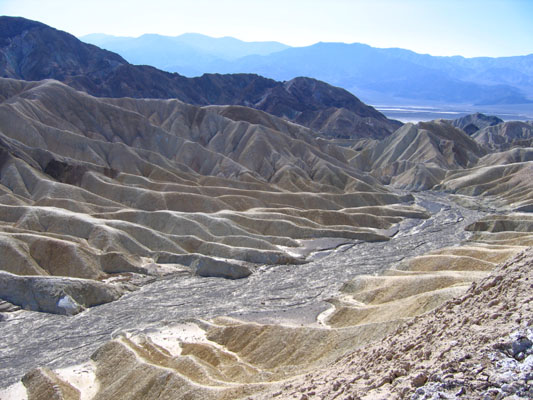
Vue de la rivière Zabriskie.
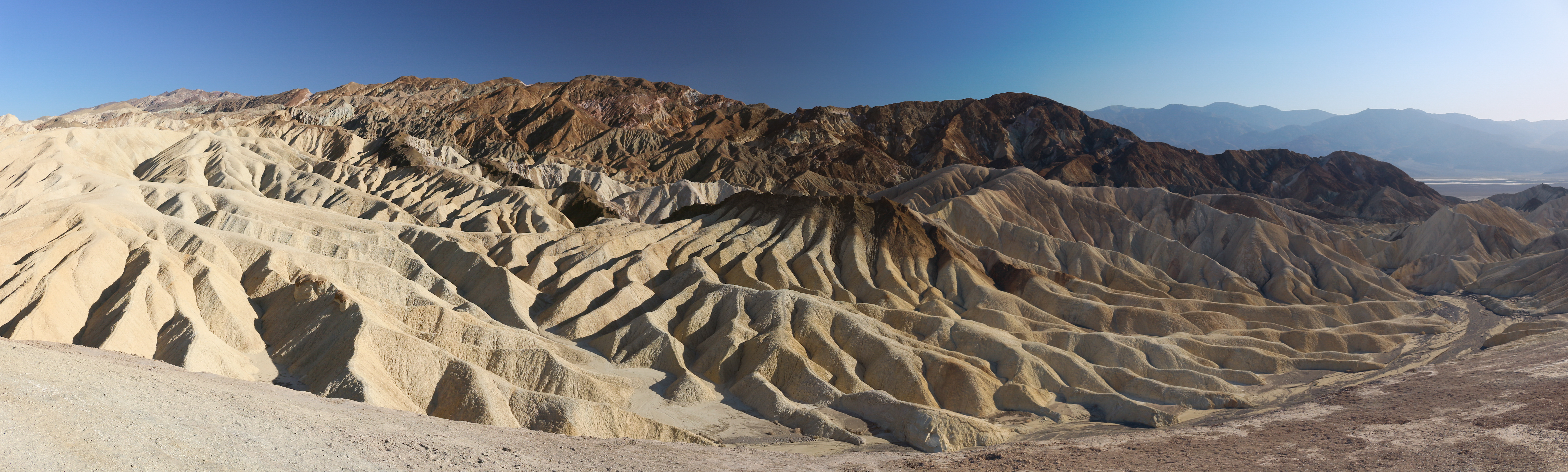
Vue de rills à Zabriskie Point.

## Culture

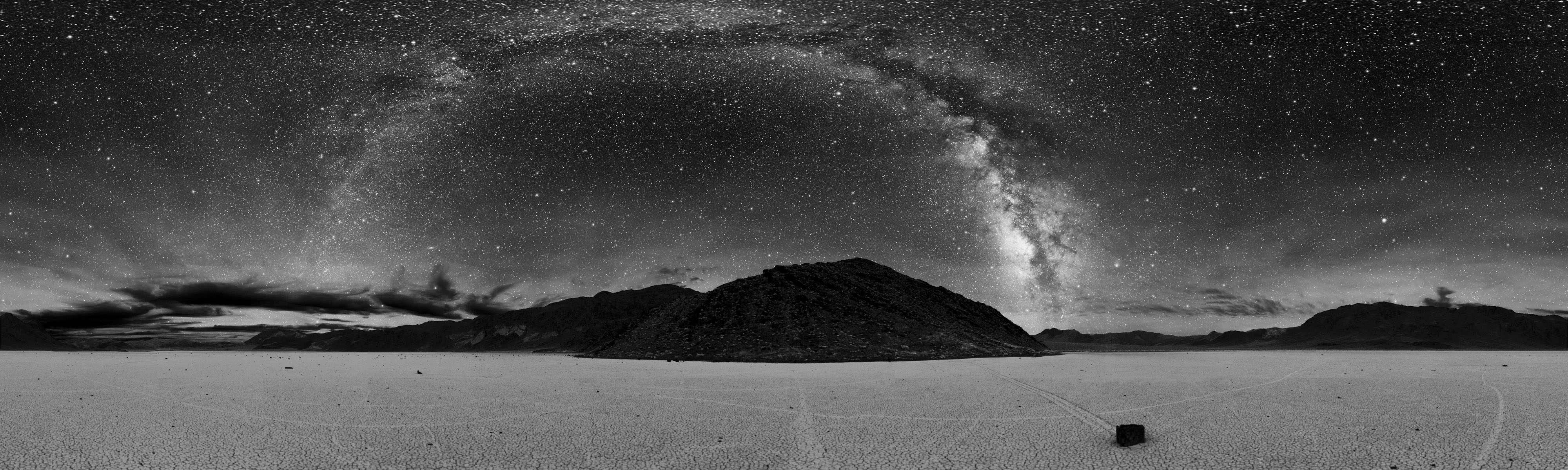
Panorama à 360° la nuit dans le parc. L'arc visible au centre est la voie lactée.

- La série télévisée Les Aventuriers du Far West (Death Valley Days), créée par Ruth Woodman, fut diffusée entre 1952 et 1975 aux États-Unis. Le président américain Ronald Reagan joua dans huit épisodes de ce western entre 1964 et 1966[44].

- En 1977, des parties de la Vallée de la Mort ont servi de lieu de tournage au  film Star Wars du réalisateur George Lucas, afin de représenter la fictive planète Tatooine[45],[46].